# Бронетехника Италии в 1910—1943 годах

Итальянское танкостроение 1910—1943 годов — период в истории развития инженерно-конструкторской школы и военно-промышленного комплекса Итальянского королевства, ответственных за разработку, постройку и совершенствование наземных боевых бронированных машин. Его начало датируется 1910 годом, когда в Королевской итальянской армии (итал. Regio Esercito, Реджио Эзерчито) появились первые бронеавтомобили собственной конструкции. После вступления Италии в Первую мировую войну на стороне Антанты в 1915 году и ряда тяжёлых поражений в боях против австро-венгерских войск. промышленники и военные обратили внимание на танки как действенное средство решения позиционного кризиса. Однако до окончания войны в Реджио Эзерчито поступило только три купленных во Франции танка и был построен ещё один прототип собственной разработки. Поэтому основное развитие итальянского танкостроения пришлось уже на межвоенное время. Как и во многих других странах, оно начиналось с заимствования наиболее удачных иностранных конструкций, в качестве которых послужили французский лёгкий танк «Рено» FT-17 и британская танкетка «Карден-Лойд» Mk.IV. Ставшие их дальнейшим развитием лёгкий танк Carro d’assalto FIAT 3000 и танкетка Carro Veloce СV3 стали основой итальянских бронетанковых войск в первой половине 1930-х годов.
Географическое положение Итальянского Королевства с небольшой долей сухопутных границ, проходящих в основном в Альпах, не благоприятствовало применению танков в крупных масштабах. Поэтому итальянское военное руководство уделяло большее внимание развитию авиации и флота, а имеющаяся бронетехника считалась достаточной для применения против плохо вооружённых африканских стран, где фашистское итальянское правительство осуществляло колониальную экспансию. Стимулом для её дальнейшего развития стала Гражданская война в Испании, где итальянский военный контингент столкнулся с современными танками, резко превосходящими по характеристикам собственную технику. Начиная с 1938 года началась разработка средних по национальной классификации танков серии М, которые, однако, по своей массе попадали в категорию лёгких танков. Их конструкция также создавалась с оглядкой на иностранные образцы, в первую очередь на чешский LT vz.35 и советский Т-26. Также на вооружение Реджио Эзерчито поступили вполне современные лёгкие танки L6/40 и бронеавтомобили Autoblinda 40.
Вступление Италии в июне 1940 года во Вторую мировую войну сразу же выявило превосходство современных образцов танков противника над самой новейшей итальянской техникой. В боях в Сомали и Египте британские пехотные танки «Матильда» уничтожали итальянские танки любых типов сотнями с незначительными для себя потерями. Как результат, экстренно стартовали работы по тяжёлому танку, но из-за отсутствия опыта они шли очень медленно. Удачным выходом стала конверсия неадекватных текущей обстановке танков серии М в разнообразные самоходно-артиллерийские установки, но малый объём выпуска бронетехники не позволил Италии на равных противостоять в этом плане Великобритании, США и Советскому Союзу. После поражений в Ливии и Тунисе и последовавших за ними высадок союзников на Сицилии и юге Апеннинского полуострова Королевство Италия капитулировало перед союзниками 9 сентября 1943 года. Однако нацистская Германия предвидела такое развитие событий и оккупировала северную часть Италии, где располагались среди прочего все конструкторские бюро и производственные мощности танкостроительных предприятий. Они продолжали свою деятельность, но уже под всеобъемлющим контролем немецкой оккупационной администрации и, таким образом, дальнейшее развитие конструкции их машин уже относилось к танкостроению нацистской Германии. Послевоенное итальянское танкостроение уже не имело преемственности с конструкциями предыдущего периода. Сейчас военными историками танкостроение Италии 1910—1943 годов оценивается как содержащее ряд оригинальных решений, но значительно уступающее по своему общему уровню аналогичным отраслям военно-промышленных комплексов Великобритании, Франции, СССР, нацистской Германии и США того времени.

## История развития

### 1910—1918

#### Бронеавтомобили
Первое знакомство Армии Италии с бронетехникой состоялось в 1911 году, когда Автомобильным клубом Милана армии был подарен один бронеавтомобиль, построенный на базе двухосной заднеприводной машины фирмы «Изотта-Фраскини». Он защищался равнопрочной 4-мм бронёй и был вооружён двумя 7,62-мм пулемётами системы Максима, размещёнными в башне и в корпусе. По образцу этой машины в 1911—1912 годах было построено ещё несколько бронеавтомобилей, в тот же период ещё один образец этого нового вида военной техники на базе шасси «Фиат» был изготовлен арсеналом в Турине. Некоторое количество крайне близких по конструкции, но защищённых 6-мм бронёй и более тихоходных машин изготовила также фирма «Бьянки», уже в ходе Первой мировой войны.

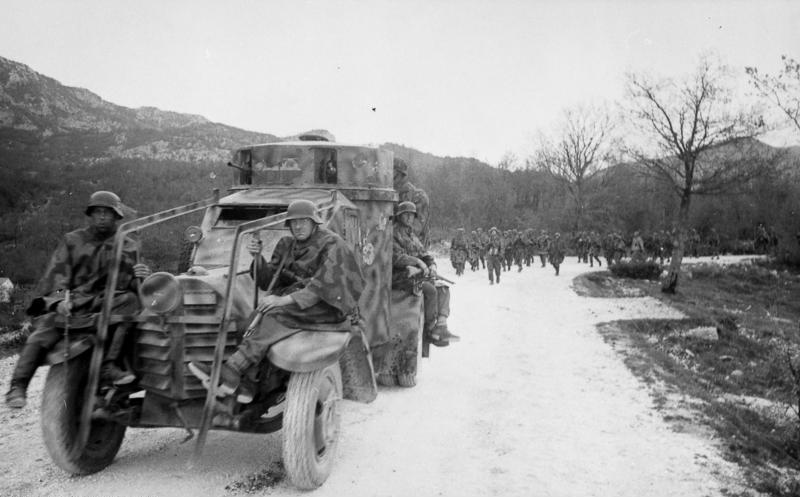
Бронеавтомобиль Lancia IZ

В 1915 году автомобильной фирмой «Лянча» было начато производство более современных бронеавтомобилей модели Lancia IZ, базировавшихся на одноимённом военном грузовом автомобиле. При массе в 3,9 тонны, IZ имел экипаж из 6 человек и был вооружён тремя 6,5-мм пулемётами в двух размещённых одна на другой большой и малой башнях. В 1917 году в серию пошла более усовершенствованная модификация, на которой верхняя башня была ликвидирована, а третий пулемёт перенесён в корму корпуса. В некоторых источниках эта модификация обозначается как IZM. Толщина брони IZ в различных источниках приводится как 8 или 9 мм, также имеются данные о 12-мм бронировании лба башни и корпуса. Оригинальной деталью бронеавтомобиля являлись стальные полозья, установленные над капотом и служившие для преодоления проволочных заграждений, на машинах поздних выпусков защита была дополнительно усилена установкой съёмных подковообразных броневых кожухов на задних или всех четырёх колёсах. Всего за время серийного производства, продолжавшегося до 1918 года, было выпущено 30 двухбашенных и 120 однобашенных бронеавтомобилей IZ.

#### Танки

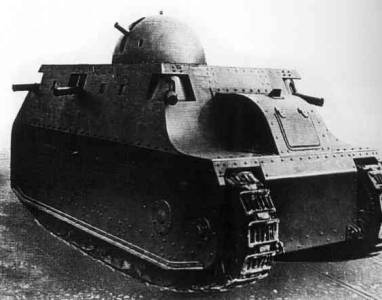
Тяжёлый танк Fiat 2000

Применение другими странами, прежде всего Великобританией и Францией, на полях Первой мировой войны нового вида вооружений — танков — не прошло незамеченным и в Италии. Хотя гористый ландшафт северо-восточной Италии, ставший для страны основным театром сухопутных боёв, не благоприятствовал применению бронированных машин, танки рассматривались как эффективный способ разрешения позиционного кризиса на итальянско-австрийском фронте. Для оснащения армии перспективным видом вооружений фирма «Фиат» в инициативном порядке начала разработку тяжёлого танка, которому было присвоено заводское обозначение «Фиат 2000» (FIAT Tipo 2000). Несмотря на встречающееся в некоторых источниках мнение, что решающую роль в разработке первого итальянского танка сыграло исследование переданных Францией образцов танков «Шнейдер» и F.T., это не соответствует действительности. Первый французский танк прибыл в Италию не ранее 1917 года. К тому времени итальянский проект продвинулся настолько, что в июне 1917 года государственной комиссии был представлен для испытаний первый прототип танка, пока ещё в форме ходового шасси, не снабжённого надстройкой, но уже получившего официальное обозначение Modello 17.
После испытаний прототип был завершён, хотя скорее всего ещё без вооружения. Затем в феврале 1918 года последовало изготовление второго образца, отличавшегося формой башни, расположением пулемётов и различными незначительными изменениями. Конструктивно «Фиат 2000» был более близок к немецкому Sturmpanzerwagen A7V, нежели к французским и тем более британским машинам, хотя прототип первого был завершён только в апреле—июне 1917 года и нет данных, что он оказал какое-либо влияние на итальянский проект. Таким образом по всей вероятности имела место конвергенция технической мысли в двух этих странах. 40-тонный «Фиат 2000» базировался на шасси танкового типа, несколько превосходившим корпус по длине, с поднятыми с грунта для увеличения высоты верхней ветви гусениц ленивцем и ведущим колесом и сблокированной попарно пружинной подвеской. В движение танк приводился авиационным двигателем мощностью в 240 л. с. с механической трансмиссией, размещёнными под полом боевого отделения танка вдоль всей его длины. Бронирование танка имело толщину 20 мм на вертикальных и 15 мм на горизонтальных поверхностях; в районе боевого отделения бронелисты располагались под углами наклона к вертикали около 15—30°. Вооружение танка состояло из 65-мм пушки Cannone da 65/17, размещённой в башне с круговым обстрелом и семи 6,5-мм пулемётов: четыре из них располагались по углам корпуса в установках с углами обстрела около 100°, а остальные три — в середине бортов и кормы, имея углы обстрела около 120°. Приборы наблюдения танка состояли из смотровых щелей, закрывавшихся броневыми заслонками со внутренней стороны, и перископического прибора командира танка. Экипаж танка состоял из десяти человек: командира, механика-водителя, башенного стрелка и семи пулемётчиков.
«Фиат 2000» имел в ряде отношений передовую для своего времени конструкцию, но испытания завершённого прототипа стали разочарованием для итальянской армии. Даже один из наиболее мощных для своего времени танковых двигателей сумел обеспечить 40-тонной машине скорость не более 6 км/ч по шоссе и ещё меньше — на пересечённой местности, также танк обладал высоким удельным давлением на грунт, что приводило к невысокой манёвренности и частым застреваниям танка. Кроме того танк обладал высоким силуэтом, но несмотря на значительные размеры боевого отделения, обусловленные неэффективным расположением пулемётного вооружения и значительным числом пулемётчиков, условия работы экипажа были крайне тяжёлыми. Установка 65-мм пушки, лишённая противооткатных устройств и передававшей отдачу непосредственно на башню, также оказалась малоудачной. Всё это привело к тому, что государственная комиссия рекомендовала прекращение дальнейших работ над проектом. Два изготовленных экземпляра были всё же приняты на вооружение итальянской армией в июне 1918 года, но от дальнейших планов производства «Фиат 2000» окончательно отказались после капитуляции Австро-Венгрии в ноябре 1918 года.

### 1918—1929
Для оснащения своей армии современными средствами ведения войны Италия пыталась на завершающем этапе Первой мировой войны, в конце 1917 года, закупить у Франции партию из 100 новых лёгких танков поддержки пехоты «Рено» F.T. и 20 средних танков «Шнейдер» CA-1. Однако эта попытка не увенчалась успехом. Одни источники считают причиной такого развития событий тот факт, что французские предприятия, занятые выполнением заказа на 3500 этих машин для собственных вооружённых сил, были не в состоянии обеспечить ещё и экспортные поставки. По другой версии основной причиной произошедшего стало то, что сама итальянская армия после поражения в битве при Капоретто предпочла сосредоточиться на более неотложных проблемах и отказалась от планов приобретения танков. Несмотря на это, три F.T.17 и один CA-1 были всё же переданы Италии в мае 1918 года. Вне зависимости от причин срыва первоначальных планов, итальянская армия, ввиду невозможности закупки требуемых машин во Франции, выдала фирме «Фиат» заказ на создание копии F.T. и выпуск 1400 таких танков собственными силами, со сдачей первого танка к 1 мая 1919 года и темпами выпуска в 200 машин в месяц. Однако разработка танка затянулась и с окончанием войны заказ был сокращён до 100 единиц, с выпуском в сентябре 1919 года.

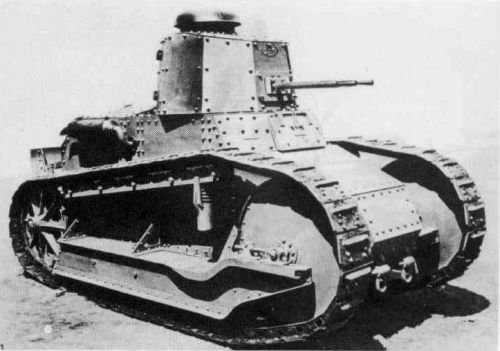
Танк Фиат 3000

Первоначально планировалось лишь скопировать французский прототип, но в процессе проектирования конструкторы «Фиат» серьёзно изменили конструкцию танка, получившего обозначение «Фиат 3000». Он оснащался более мощным двигателем, который вместе с трансмиссией был размещён поперёк продольной оси машины, что позволило сократить длину корпуса на 40 сантиметров. Также танк получил сблокированную попарно подвеску на листовых рессорах, хотя и сравнительно примитивную, но являвшуюся шагом вперёд по сравнению с полужёсткой подвеской F.T. Дополнительное облегчение было достигнуто за счёт уменьшения толщины брони днища с 8 до 6 мм, а в общей сложности в результате этих мероприятий «Фиат 3000» стал приблизительно на тонну легче своего французского прототипа и его максимальная скорость по шоссе достигла, по разным данным, 21 или 24 км/ч. В отличие от F.T. «Фиат 3000» выпускался лишь в пулемётном варианте, вооружённом спаренной установкой 6,5-мм пулемётов.
Прототип «Фиат 3000» был изготовлен в июне 1920 года и в 1921 году прошёл испытания, по результатам которых он был принят армией на вооружение под обозначением Carro d’assalto Modello 21. Производство заказанной серии из 100 единиц было осуществлено «Фиат» в 1921—1922 годах. В процессе производства танк постепенно совершенствовался: если танки раннего выпуска имели гусеницы с плоской опорной поверхностью траков, то последующие машины получили траки с более развитым рельефом, для лучшего сцепления с грунтом. Хотя серийные танки имели пулемётное вооружение, государственная приёмная комиссия на испытаниях Mod.21 уже в ноябре 1921 года рекомендовала вооружить танк скорострельной 37-мм пушкой для борьбы с бронетехникой противника. К аналогичным выводам итальянская армия пришла и по результатам учений, проведённых у озера Тразимено в 1927 году и в районе Венеция-Джулия в 1928 году. Лишь по итогам этих испытаний артиллерийским арсеналом в Турине совместно с «Фиат» была начата разработка варианта танка с вооружением из 37-мм пушки cannone da 37/40.
Помимо башни несколько изменённой формы, правую часть которой занимала заменившая пулемёты 37-мм пушка, прототип нового танка отличался форсированным с 50 до 63 л. с. двигателем и усовершенствованной ходовой частью, а также изменённым комплектом ЗИП. Удельная мощность танка при этом возросла лишь незначительно, а максимальная скорость даже снизилась до 21 км/ч. После испытаний прототипа в ходе проведённых в 1929 году в долине Варайта учений, усовершенствованный вариант был годом позже официально принят на вооружение под обозначением Modello 30. В том же году для итальянской армии была выпущена серия из, по разным данным, 48 или 52 танков этого типа. Несмотря на то, что основной целью модернизации танка являлось усиление вооружения, некоторая часть Mod.30 была выпущена с пулемётным вооружением, в то время как пушечным вооружением была переоснащена часть Mod.21. В дальнейшем развитие конструкции танка уже не осуществлялось, хотя на нескольких машинах в 1930-е годы испытывалось оборудование для постановки дымовой завесы. Некоторые из машин, использовавшиеся в роли командирских, были также оснащены радиостанциями. Из-за неудовлетворительной подвижности «Фиат 3000» и недостаточной для дальних маршей надёжности ходовой части, итальянской армией штатно применялись танковые транспортёры-прицепы, включавшиеся в состав танковых взводов.

### 1929—1937

#### Танкетки
В 1929 году фирма OTO закупила в Великобритании партию танкеток «Карден-Лойд» Mk.VI. Четыре образца были приобретены в готовом виде, тогда как остальные танкетки в количестве 21 штуки поступили в виде машинокомплектов и были собраны фирмой в 1929—1930 годах. Танкетка получила в итальянской армии обозначение C.V.29 и отличалась от базового британского образца лишь наличием откидных броневых колпаков над местами экипажа и установкой стандартных итальянских 6,5-мм пулемётов. Базировавшиеся в основном на автомобильных агрегатах, танкетки были сравнительно просты и дёшевы в производстве, что и привлекло итальянское военное министерство. К 1934 году OTO приобрела у «Виккерс-Армстронг» лицензию на эксклюзивное производство танкеток Mk.VI в Италии, однако к тому времени они оказались ненужными.
После одобрения танкетки военными, фирмой «Ансальдо» совместно с известным автопроизводителем «Фиат» было принято решение о создании своей версии такой машины, для выпуска которой был выделен один из заводов боеприпасов «Ансальдо». Танкетка была разработана в 1931—1932 годах и, по всей видимости, достаточно отличалась от своего британского прообраза, чтобы не вызвать обвинений в нарушении эксклюзивных прав OTO. При общем сходстве с Mk.VI танкетка «Фиат-Ансальдо» отличалась полностью закрытым удлинённым корпусом менее плотной компоновки с усиленным бронированием, в его фронтальной части ограниченно применялись рациональные углы наклона броневых листов. Также иной была конструкция подвески; как результат этих изменений масса машины оказалась в 2,5 раза большей, чем у Mk.VI, что отчасти компенсировалось более мощным двигателем.

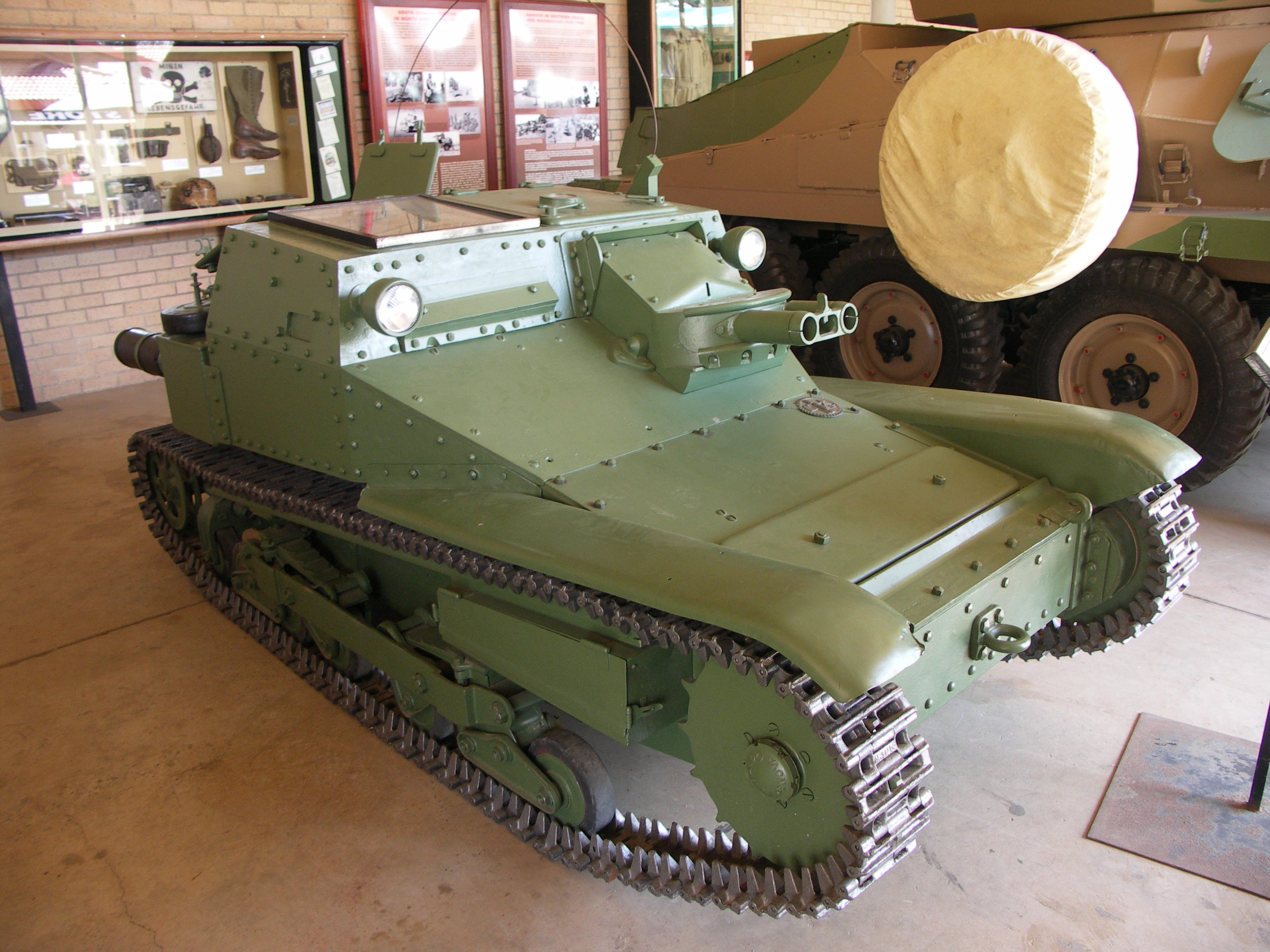
C.V.3/35

Танкетка прошла испытания и после некоторой доработки была принята на вооружение итальянской армии в 1933 году, под обозначением C.V.3/33. В том же году «Фиат-Ансальдо» было начато выполнение первого заказа на 100 единиц. Вскоре после этого был выдан заказ на серию машин с усиленным вооружением, а третий и самый большой заказ был выдан в конце 1935 года, после начала Второй итало-эфиопской войны; в общей сложности итальянской армией было заказано 1400 танкеток. По состоянию на начало июня 1936 года армии была передана 1031 машина, но затем темпы производства снизились и остальные 369 танкеток были выпущены только к 1939 году.
В ходе серийного производства танкетка продолжала совершенствоваться: со второй серии 6,5-мм пулемёт был заменён на спаренную установку более современных 8-мм, а в 1935 году сборочные линии переключились на производство варианта C.V.3/35, отличавшегося более простой верхней частью корпуса, собранной на болтах вместо заклёпок у C.V.3/33. Ряд источников упоминают о существовании запущенной в производство в 1937 или 1938 году модификации C.V.3/38, отличавшейся усиленной подвеской, улучшенным смотровым прибором механика-водителя и вооружением из двух более современных 8-мм или одного 12,7-мм пулемёта, однако в работах итальянских историков о существовании такой модификации не упоминается, а перечисленные улучшения относятся к проводившейся в те годы неосуществлённой попытке модернизации танкетки, за исключением 12,7-мм пулемёта, устанавливавшегося на незначительном количестве машин с осени 1940 года. В серийные машины эти изменения были внесены лишь в 1942 году в ходе проведения «Ансальдо» модернизации парка танкеток.

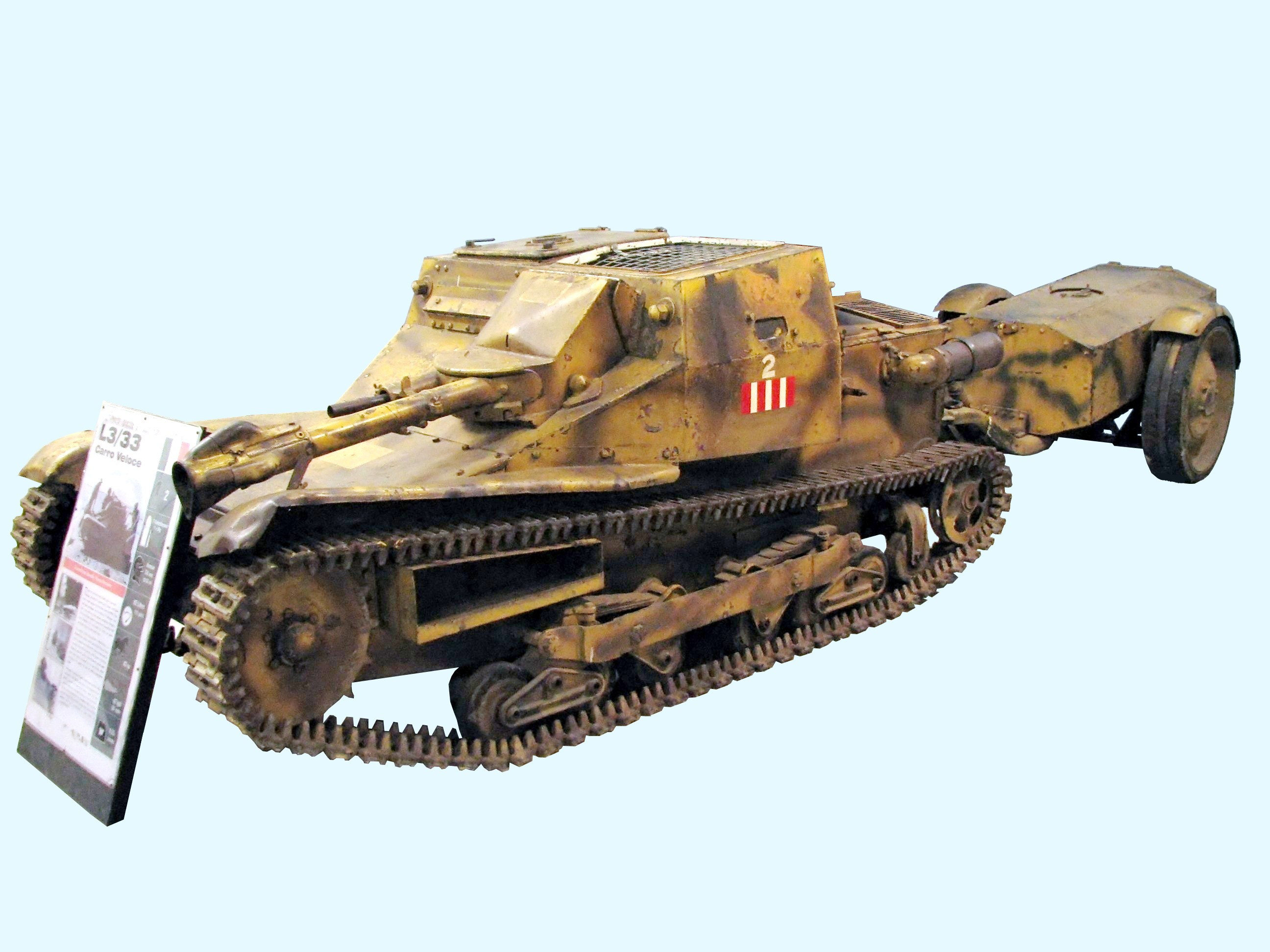
C.V.3/33 Lf

Выпуск такой серии танкеток вывел итальянскую армию к середине 1930-х годов в пятёрку мировых лидеров по числу гусеничных боевых бронированных машин. Значительные объёмы выпуска также позволили итальянским военным экспериментировать с крупными бронетанковыми соединениями и создавать специализированные машины на базе танкеток. Список последних включал БРЭМ, мостоукладчики, огнемётные танки и командирские машины. Мостоукладчики были переоборудованы лишь в числе нескольких единиц и не использовались в боях, однако огнемётные и командирские машины выпускались серийно. Огнемётные танки, носившие обозначение C.V.3/33 Lf, отличались заменой одного из пулемётов на пневматический огнемёт с дальностью огнеметания до 40 метров; огнемётные танки также часто буксировали прицеп с 500-литровым баком для огнесмеси, позднее был создан вариант с установкой, вместо прицепа, 60-литрового бака над моторным отделением. Командирские танкетки оснащались радиостанцией RF 3 CV или, в годы Второй мировой, улучшенной RF 1 CA и использовались командирами рот и батальонов; для размещения необходимого командиру полка оборудования размеры танкетки были сочтены недостаточными. В дальнейшем некоторое количество танкеток было также переоборудовано в самоходные миномёты, вооружённые 45-мм лёгким миномётом Brixia Mod. 35.
Однако со временем, как и в других странах, делавших ставку на использование танкеток в роли полноценных боевых машин, в итальянской армии наступило разочарование в боевых возможностях C.V.3. Первым поводом для этого стал опыт итало-эфиопской войны, продемонстрировавшей важность быстрого манёвра огнём. Размещение вооружения в установке с ограниченными углами горизонтального наведения позволяло эфиопским воинам брать танкетки «на абордаж» массированной пехотной атакой. Более удачно проявили себя огнемётные C.V.3 за счёт высокого психологического действия своего оружия. Тем не менее, даже против слабовооружённого, но храброго противника танкетка оказалась неадекватным оружием. Применение C.V.3 в Гражданской войне в Испании показало их высокую уязвимость на поле боя от современной танковой артиллерии противника. Помимо этого танкетки имели неудовлетворительную обзорность, плохую командную управляемость из-за отсутствия радиосвязи на линейных машинах, недостаточно прочную подвеску и не отвечающий требованиям африканского театра военных действий запас хода. В то же время значительное количество имевшихся на вооружении C.V.3, практически удовлетворявших численно текущие потребности армии в танках, в течение нескольких лет сдерживало интерес армии к разработке более совершенных машин.

#### Перспективные лёгкие и средние танки
Попытки создания более совершенных машин в этот период предпринимались, однако из-за недостаточного финансирования и ограниченных возможностей промышленности работы в этой области продвигались медленно. Объединением фирм «Фиат-Ансальдо» на основе C.V.3 был разработан «12-тонный» (12 T) средний танк Modello 32, предназначавшийся для замены «Фиат 3000» в роли перспективного танка прорыва. Его прототип массой около 12 тонн и с экипаж из трёх человек был завершён, по разным данным, в 1932 или 1933 году . При сохранении схожей с C.V.3 ходовой части, танк имел увеличенную в размерах и сдвинутую вперёд рубку с бортовыми люками, в лобовой части которой в установке с ограниченными углами наведения размещалась 45-мм гаубица. Помимо гаубицы, вооружение танка составляли четыре пулемёта, размещённые в шаровых установках по всем четырём сторонам танка. 12 T оборудовался автомобильным двигателем «Фиат» 643N мощностью 75 л.с, позволявшим ему развивать скорость до 23 км/ч. На вооружение танк итальянской армией принят не был и использовался лишь для испытаний.
Позднее, около 1935 года, на основе 12 T был разработан «8-тонный» лёгкий танк 8 T, по своей концепции уже являвшийся шагом вперёд по сравнению со своим предшественником. На T 8 вновь появилась башня с круговым обстрелом, хотя в ней размещалась лишь спаренная пулемётная установка, в то время как основное вооружение — 37-мм пушка cannone da 37/40 — располагалась в лобовой части корпуса, в установке с ограниченными углами наведения. Важным новшеством явилось оснащение T 8 специальным танковым дизельным двигателем. Максимальная скорость 8 T достигала 31 км/ч. Танк имел экипаж из трёх человек: механика-водителя, наводчика и командира, выполнявшего также роль башенного стрелка. Масса машины в источниках указывается как 8—10 тонн, что может относиться к различным её прототипам. В таком виде танк не был принят на вооружение итальянской армии, однако дальнейшее его развитие привело к появлению основной серии итальянских средних танков Второй мировой войны.
Объединением «Фиат-Ансальдо» была также создана серия прототипов более лёгкого «5-тонного» танка 5 T, предназначавшегося на экспорт. Танк был создан путём дальнейшего развития конструкции C.V.3 и его первый прототип, построенный в начале 1936 года, отличался от танкетки прежде всего установкой в увеличенной по высоте рубке 37-мм пушки на месте спаренных пулемётов, а также усиленной ходовой частью. Уже на втором прототипе, построенном к концу того же года, была введена одноместная коническая башня со спаренными 8-мм пулемётами, установленная на левой половине рубки. Экипаж 8 T, как и на танкетке, состоял из двух человек, так что командир машины, помимо своих основных функций, должен был ещё и попеременно обслуживать одну из двух установок вооружения. Третий прототип отличался установкой 37-мм пушки в увеличенной многогранной башне и несколько изменённой конфигурацией лобового бронирования. Масса построенных танков составляла от 4,75 до 5 тонн, что при сохранении прежней силовой установки привело к некоторому снижению подвижности машины. Заказов на танк не последовало, но в дальнейшем на его основе был разработан основной итальянский лёгкий танк военного периода.
Помимо этого, в 1937 году «Фиат-Ансальдо», также на основе C.V.3, был создан опытный лёгкий танк, вооружённый 20-мм автоматической пушкой в конической башне и спаренными 8-мм пулемётами в правой лобовой части корпуса. Хотя подвеска танка была практически идентична танкетке, верхняя часть корпуса была переработана ещё сильнее, чем у 5 T, отличаясь значительно увеличенной подбашенной коробкой с бортовыми люками для посадки экипажа. Заказчиков на этот танк тоже не нашлось и дальнейшее развитие этой ветви итальянского танкостроения было прекращено.

#### Бронеавтомобили
Помимо танкеток семейства C.V.3, Реджио Эзерчито и полиция получили в 1936 году ещё один новый серийный образец бронетехники — бронеавтомобиль Autoblindata FIAT 611. К середине 1930-х гг. моральный и физический износ парка бронеавтомобилей времён Первой мировой войны поставил вопрос об их замене на более современные образцы. В 1934 году концерн FIAT начал разработку новой модели на базе трёхосного коммерческого грузового автомобиля FIAT-Dovunque 32 с колёсной формулой 6×4. На его раму устанавливался коробчатый корпус без рациональных углов наклона броневых плит с размещением боевого отделения в кормовой части. Вооружение ограничивалось лишь четырьмя пулемётами, из них два в спаренной установке во вращающейся башне. Впоследствии на части машин их заменили на 37-мм пушку. Большая масса около 7 тонн вместе с унаследованным от базового шасси маломощным двигателем в 45 л. с. предопределили низкие динамические качества и характеристики проходимости FIAT 611. В результате его выпуск был ограниченным, не позволившим полностью заменить устаревшие бронеавтомобили, а итальянские военные в дальнейшем стали ориентироваться на машины этого класса специальной постройки..

### 1937—1941

#### Средние танки

##### M11/39
Опыт Итало-эфиопской и Испанской гражданской войн показал итальянским военным ошибочность ставки на танкетки в роли основной силы танковых войск. Результаты учений 1937 года, в которых испытывалась только что сформированная первая итальянская танковая бригада, ещё более укрепили в армейском руководстве мнение о необходимости замены танкеток современными средними или тяжёлыми танками с размещением вооружения в башне с круговым обстрелом. Но на тот момент военные не выдвинули каких-либо чётких требований к новым танкам. Тем временем в 1937 году фирмами «Фиат» и «Ансальдо» по ходу дальнейшего развития «8-тонного» танка 1935 года был построен его усовершенствованный прототип. Новшествами в его конструкции были несколько изменённая конфигурация корпуса, увеличенная башня и более совершенная подвеска. Вооружение танка и его расположение остались прежними.

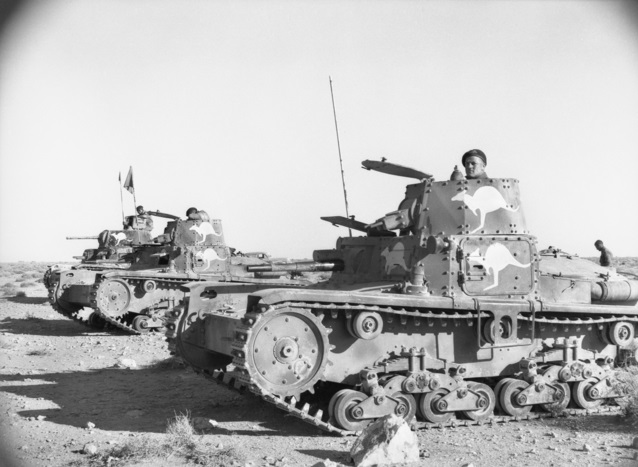
Два танка M11/39 (на переднем плане)

В результате дальнейшего изучения вопроса 19 ноября 1938 года итальянской армией была утверждена новая система бронетанковых вооружений. В соответствии с ней, армии требовались три основных типа танков. Лёгкие танки, обозначающиеся буквой L, должны были иметь массу около 5 тонн и пулемётное вооружение; средние танки, обозначавшиеся буквой M, делились на две подкатегории. Первая из них предусматривала более лёгкие машины с массой около 7—10 тонн и вооружением из спаренных пулемётов в башне. Средние танки второго, более тяжёлого подвида должны были иметь массу около 11—13 тонн и вооружение из спаренных пулемётов в башне и 37-мм пушки в корпусе, в установке с ограниченными углами наведения в горизонтальной плоскости. Уже в декабре эти требования были пересмотрены: вооружение лёгкого танка было усилено до 13,2-мм пулемёта, «лёгкого среднего» танка — до 20-мм автоматической пушки в башне, а «тяжёлого среднего» — до 47-мм пушки в башне; также в классификацию были введены тяжёлые танки, обозначающиеся буквой P, вооружение которых должно было состоять из той же 47-мм пушки в башенной установке.
Первому варианту требований к «тяжёлому среднему» танку в основном соответствовал усовершенствованный прототип «8-тонного» танка «Фиат-Ансальдо». Хотя недостатки установки вооружения в корпусе к тому времени были уже известны, назначением такой машины являлась непосредственная поддержка пехоты, а в этой роли задачей 37-мм пушки военным представлялось уничтожение неподвижных и в основном заранее известных целей, не требовавшее быстрого манёвра огнём. Причиной выбора сравнительно лёгкой по меркам мирового танкостроения машины, помимо ограниченных возможностей промышленности, являлась также итальянская военная доктрина. Как основной район применения танков рассматривалась Северная Италия с её гористым ландшафтом, в то время как остальные регионы итальянской империи, в том числе Северная Африка, считались неподходящими для действий танковых войск. Ввиду этого, 8 T, после демонстрации его прототипа Б. Муссолини, был в 1938 году принят на вооружение под обозначением M11 (8 T).
В декабре 1938 года «Фиат-Ансальдо» был выдан заказ на производство серии из 100 танков M11 с мая по ноябрь 1939 года; последующий заказ на выпуск второй серии из 50 машин этого типа был отменён в конце 1939 года, с появлением более совершенного среднего танка. Выполнение поставленной задачи затянулось до весны 1940 года. Кроме того, из-за проблем с производством 37-мм пушек, часть этих орудий для вооружения новых танков пришлось снять со старых «Фиат 3000B». С принятием 13 июня 1940 года новой системы обозначений танков, M11 получил обозначение M11/39.
Хотя первый серийный танк практически с самого принятия на вооружение рассматривался как переходный образец до начала производства более современных машин, слабость по мировым меркам его вооружения и бронезащиты, фактически привела к тому, что M11/39 устарел ещё до поступления в войска. Хотя итальянский историк Н. Пиньято рассматривает M11/39 как типичный для своего времени танк, его конструктивные недостатки, прежде всего архаичное размещение вооружения, неудачное разделение функций экипажа и отсутствие на танках радиостанций, ещё более снижали боевую ценность M11/39 в условиях манёвренной войны. Неудовлетворительной в условиях африканской пустыни оказалась и надёжность танка, создававшегося с расчётом на применение в северной Италии. Эта проблема ещё более усугублялась отсутствием у итальянской армии в 1940 году подходящего танкового транспортёра достаточной грузоподъёмности, что зачастую вынуждало перебрасывать M11/39 своим ходом на дальние расстояния.

##### M13/40 и M14/41

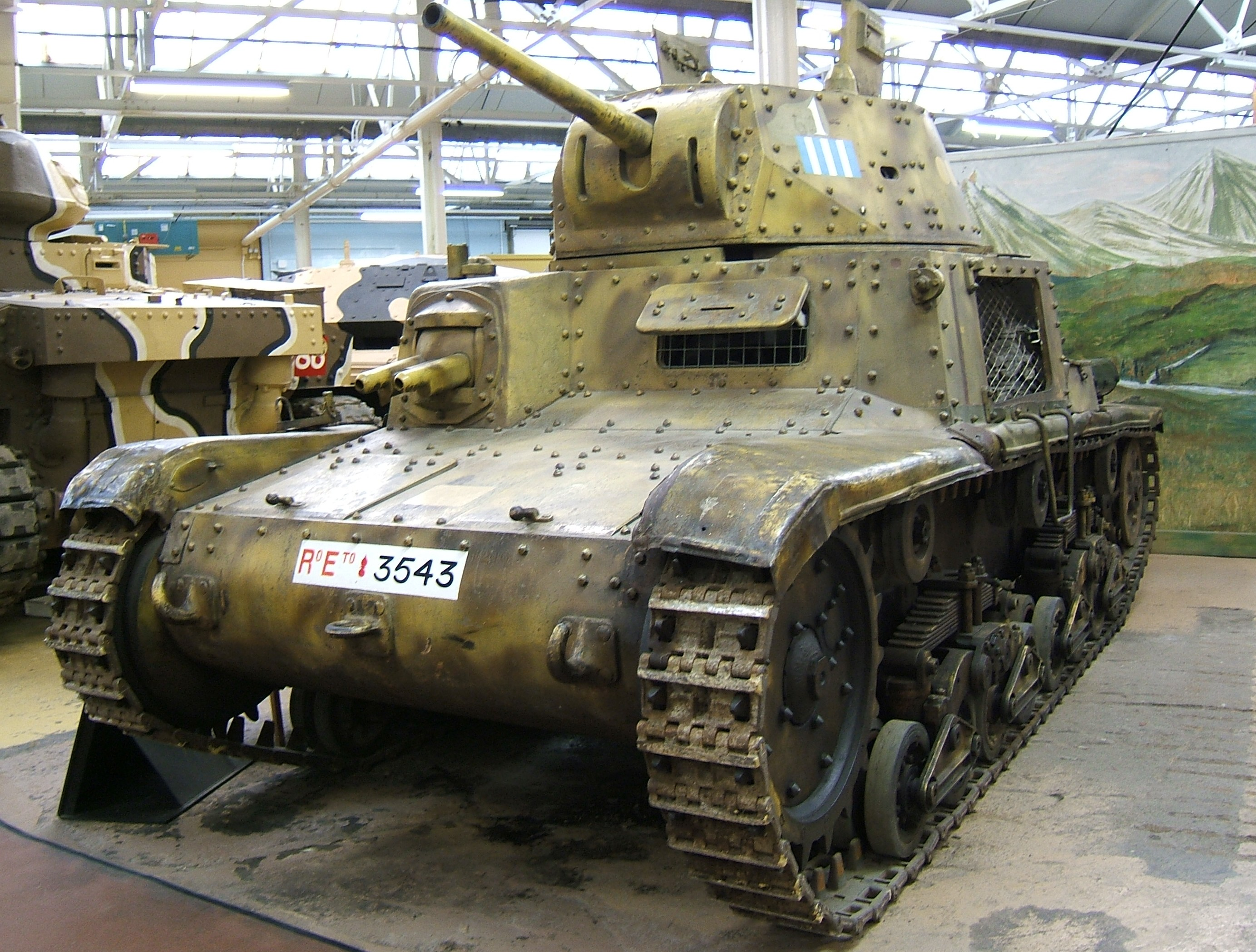
Музейный M13/40

По данным Н. Пиньято разработка нового танка, вооружённого 47-мм пушкой во вращающейся башне, была утверждена уже в декабре 1937 года, а его прототип был завершён «Ансальдо» и представлен армии в октябре 1939 года. В конце 1939 года для координации военного производства была сформирована Главная инспекция технических служб во главе с генералом М. Каррачиоло ди Феролето, немедленно рекомендовавшая массовое производство танка и после проведённых в начале 1940 года испытаний, в марте того же года новая машина была принята на вооружение итальянской армии под обозначением M13/40. Нижняя часть корпуса и силовая установка M13/40 были практически идентичны M11/39, но подбашенная коробка была увеличена для установки двухместной башни конической формы, в которой размещались наводчик и командир, выполнявший также функции заряжающего. Кроме этого, была доведена до 40 мм лобовая броня. В спаренной с 8-мм пулемётом установке в башне размещалась 47-мм противотанковая пушка cannone da 47/32; хотя уже к тому времени некоторые военные специалисты настаивали на использовании более мощного орудия, задержка с разработкой более мощной артиллерийской системы была сочтена неприемлемой. Спаренная установка 8-мм пулемётов была перенесена в лобовую часть корпуса для использования стрелком-радистом, на место 37-мм пушки на M11/39. Ещё один 8-мм пулемёт мог устанавливаться в шкворневой зенитной установке на крыше башни. Помимо большей огневой мощи, прогрессивным шагом в конструкции M13/40 являлось оснащение линейных танков радиостанциями. Вместе с тем, увеличившаяся в результате всех этих изменений масса, при прежнем двигателе, привела к снижению по сравнению с M11/39, и без того невысокой по меркам мирового танкостроения удельной мощности и подвижности танка.

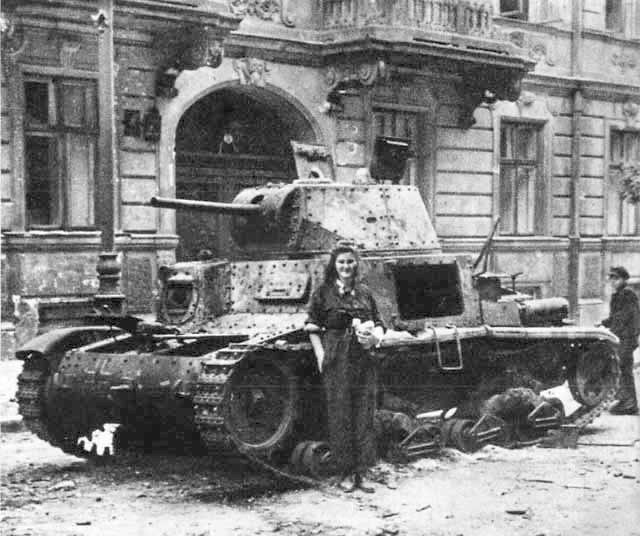
Подбитый M14/41

Первый заказ на производство 400 M13/40 был выдан «Фиат-Ансальдо» в конце 1939 года, позже последовал заказ на ещё 241 машину в марте 1940 года; первая партия из 15 машин была завершена к середине июля 1940 года. В производстве танк оказался сложнее, чем M11/39 но тем не менее, темпы выпуска «Фиат-Ансальдо» боевых машин продолжали нарастать. Серьёзной проблемой стало то, что хотя планировалось оснастить все танки радиостанциями, производство последних разворачивалось медленно и лишь часть из машин раннего выпуска была оснащена ими до отправки на фронт. В дальнейшем число заказанных M13/40 было доведено, по разным данным, до 1810 или 1902, из которых к концу 1940 года было выпущено, согласно различным источникам, 234 или 250 единиц; в документах «Ансальдо» же говорится о 235 машинах. Всего, до отказа от дальнейшего производства танка в пользу M14/41 в сентябре 1941 года, было выпущено 710 линейных танков M13/40 и 30 в командирском варианте M13/40 Centro Radio, оснащавшемся дополнительной радиостанцией RF CA 2.
Как показал опыт боевых действий в Северной Африке, система воздухоочистки двигателя M13/40 была недостаточно эффективной для этого театра, что стало основной причиной выхода танков из строя в пустыне. К концу лета 1941 года был создан улучшенный вариант M13/40, который помимо усовершенствованных воздушных фильтров получил двигатель модификации SPA 18T, развивавший максимальную мощность в 145 л.с, что подняло максимальную скорость до 32 км/ч. Танк был принят на вооружение под обозначением M14/41 и в сентябре 1941 года остававшиеся 1100 или 1192 танка от заказов на M13/40 были перезаказаны как M14/41. Производство новой модификации продолжалось до 1942 года; согласно данным Н. Пиньято, всего за этот период было изготовлено 695 линейных танков и 34 командирских, аналогичных M13/40 Centro Radio, тогда как документы «Ансальдо» дают иную цифру — 752 машины.

#### Лёгкие танки

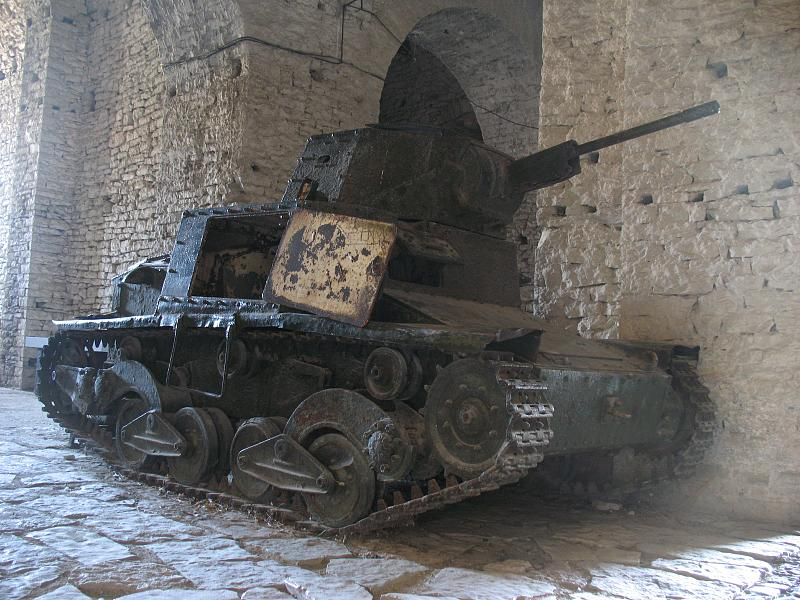
Лёгкий танк L6/40

К 1939 году промышленным конгломератом «Фиат-Ансальдо» был создан улучшенный проект лёгкого танка, разработанный на основе 5 T. От предшественника он отличался изменённой верхней частью корпуса с увеличенной подбашенной коробкой и люком для посадки экипажа в правом борту и увеличенной восьмигранной башней. Лобовое бронирование башни было доведено до 40 мм, а корпуса — до 30 мм, тогда как толщина бортов и кормы была увеличена до 15 мм. Вооружение танка состояло из спаренной установки 20-мм автоматической пушки и 8-мм пулемёта, размещённых в башне. Танк также получил двигатель мощностью 68 л. с. и изменённую подвеску, что позволило, несмотря на увеличение массы до 6,8 тонн сохранить скорость на уровне 42 км/ч. Как и ранее, танк предназначался для экспортных поставок, но на этот раз использованием его в качестве разведывательной машины заинтересовалась и итальянская армия. По утверждённой в декабре 1938 года системе вооружений, танк «Фиат-Ансальдо» соответствовал «лёгкому среднему» классу танков, но по изменённой классификации 1940 года, поднявшей нижнюю планку массы среднего танка до 8 тонн, танк был после дальнейших испытаний в том же году принят на вооружение как лёгкий, с присвоением ему по новой системе обозначения L6/40.
Итальянская армия планировала получить 697 новых лёгких танков уже в 1939 году, но заказ на L6/40, сокращённый до 583 единиц, был выдан лишь в марте 1940 года. 300 шасси из этого числа были позднее отведены для производства самоходных артиллерийских установок, последующие дополнительные заказы на выпуск L6/40 довели число заказанных танков до прежнего уровня. Производство L6/40 продолжалось вплоть до капитуляции Италии, всего за этот период было выпущено 402 танка.

#### Самоходные артиллерийские установки

##### Semovente da 75/18

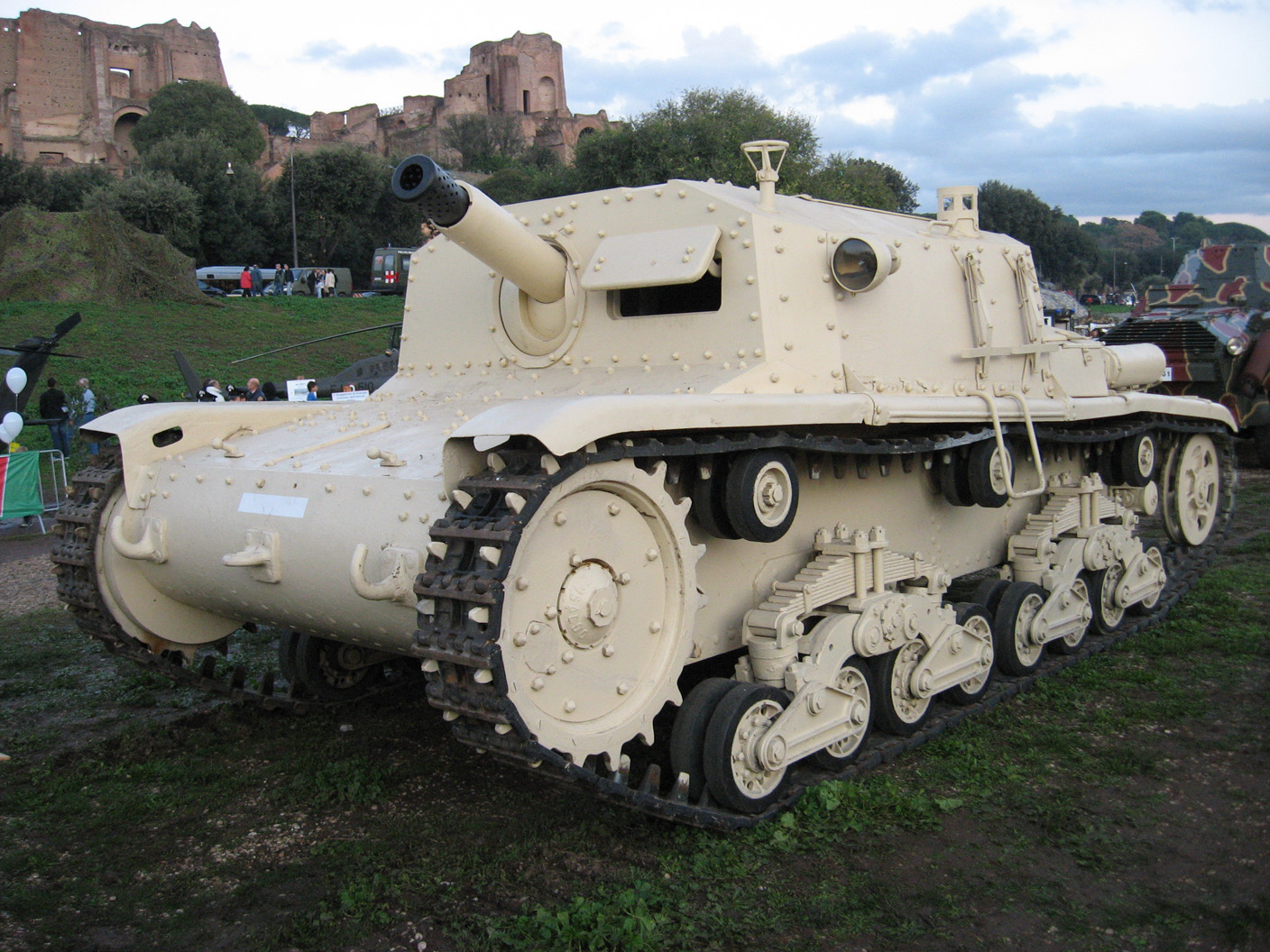
Semovente da 75/18

Хотя развитие итальянских танков отставало от мировых темпов, к самоходной артиллерии итальянская армия обратилась и активно занялась её развитием сравнительно рано. Не вполне ясно, когда именно фирмой «Ансальдо» были начаты работы по созданию САУ класса штурмовых орудий на шасси нового танка M13/40, но со стороны итальянской армии эта идея была выдвинута в конце 1940 года. Известно, что несколько прототипов машины были построены под руководством полковника артиллерии Серджио Берлезе. Официально проект был утверждён 16 января 1941 года, а уже 10 февраля «Ансальдо» представила прототип САУ. Машина была создана под влиянием немецких штурмовых орудий StuG.III и предназначалась на роль как самоходной артиллерии поддержки, так и противотанкового средства. Поскольку к тому времени стало ясно, что поступление в войска качественно нового тяжёлого танка состоится не ранее чем через год или два, САУ должна была послужить средством быстрого усиления огневой мощи итальянской бронетехники. Официально временное использование САУ в роли тяжёлых танков было закреплено в принятой в августе 1941 года редакции руководства «Применение крупных бронетанковых подразделений» (итал. Impiego delle GG. UU. Corazzate).
В том же году штурмовое орудие «Ансальдо» было принято на вооружение под обозначением Semovente da 75/18. Нижняя часть корпуса и силовая установка машины были практически без изменений заимствованы от базового танка, но вместо башни и подбашенной коробки на неё устанавливалась неподвижная рубка, лишённая бортового люка. Хотя рубка была несколько выше и габаритнее подбашенной коробки, за счёт отказа от башни удалось значительно уменьшить общую высоту САУ. Основным её вооружением являлась 75-мм дивизионная гаубица Obice da 75/18, размещённая в лобовой части рубки в установке с ограниченными углами обстрела; в отличие от базового полевого орудия, установленный на САУ его вариант оснащался дульным тормозом сетчатого типа, выполнявшим также роль пламегасителя. В установке орудия итальянскими конструкторами было применено оригинальное решение — качающаяся часть гаубицы помещалась в карданном подвесе, внешняя рамка которого образовывалась полусферической броневой маской орудия. Такая конструкция позволила обеспечить орудию широкий сектор горизонтального обстрела около 40°. По ассортименту используемых боеприпасов гаубица САУ была полностью совместима с полевым орудием, но обычно в боекомплект установки включались лишь осколочно-фугасные, бронебойные и кумулятивные снаряды. Несмотря на классификацию орудия как гаубицы, по начальной скорости бронебойного снаряда Obice da 75/18 находилась на уровне короткоствольных танковых пушек того же калибра, таких как германская KwK.37. Помимо пушки, 75/18 была вооружена 6,5-мм зенитным пулемётом, вскоре заменённым на стандартный 8-мм. Масса САУ по сравнению с базовым танком снизилась до 13,1 тонны, а её экипаж состоял из трёх человек: механика-водителя, заряжающего и командира, на которого возлагались также функции наводчика. Толщина брони лба рубки Semovente da 75/18 была увеличена до 50 мм (пакет из двух 25-мм плит); остальное бронирование, в том числе 30-мм лоб корпуса, осталось на уровне базового танка.
Первый заказ на 30 Semovente da 75/18 был выдан итальянской армией 18 марта 1941 года, 1 июня за этим последовал заказ ещё на 30 установок, а в декабре — ещё два заказа в сумме на 176 САУ. 60 САУ первых двух партий были изготовлены на шасси танка M13/40, тогда как последующие выпускались уже на базе танка M14/41, отличаясь более мощным двигателем и улучшенной системой воздухоочистки. Первые 15 САУ были выпущены в мае 1941 года, а всего до конца года успели завершить 60 установок на базе M13/40. В 1942 году были выпущены ещё 162 установки на базе M14/41.

##### Semovente da 47/32

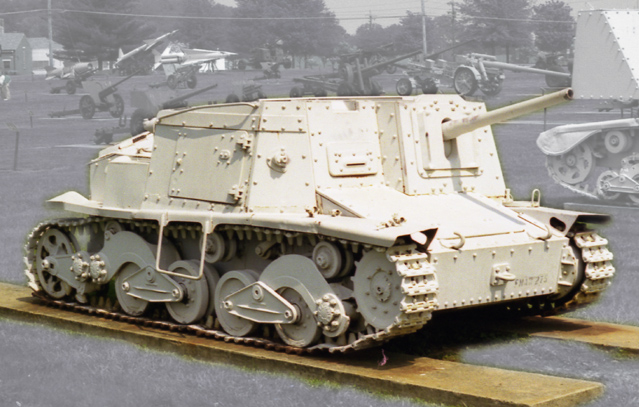
Semovente da 47/32

Сравнительно мало сведений в источниках содержится об истории создания итальянских лёгких САУ, однако известно, что спроектированная в конце 1941 года на базе лёгкого танка L6/40 машина, принятая на вооружение под обозначением Semovente da 47/32, предназначалась для огневой поддержки подразделений лёгких танков и бронеавтомобилей, вооружённых 20-мм пушками. По сравнению с базовым танком, САУ была на 300 кг легче и имела открытое сверху боевое отделение с увеличенным по высоте лобовым бронированием. Бортовой люк при этом был сочтён излишним и заварен, а на машинах поздних выпусков и вовсе ликвидирован. По огневой мощи САУ была аналогична средним танкам серии M13/40: в левой части её боевого отделения, в установке, обеспечивавшей сектор горизонтального наведения в 27°, размещалась 47-мм пушка Cannone da 47/32 с боекомплектом в 70 выстрелов. Экипаж САУ состоял из трёх человек: механика-водителя, заряжающего и командира, выполнявшего также функции наводчика.
Помимо линейного варианта, выпускалась также машина командиров взводов, отличавшаяся установкой радиостанции RF 1 CA за счёт сокращения боекомплекта до 46 выстрелов и отсутствием заряжающего, место которого занял радист. Для командиров рот выпускалась специальная командно-штабная машина, за счёт ликвидации пушки оборудованная двумя радиостанциями: RF 1 CA и RF 2 CA. На месте пушки размещался стандартный 8-мм пулемёт в металлическом кожухе, имитировавшем ствол орудия, для затруднения идентификации командирской машины противником. Производство Semovente da 47/32 было начато в 1941 году и продолжалось вплоть до капитуляции Италии, всего за этот период было выпущено 282 САУ. В некоторых источниках содержатся данные, что ещё 74 линейных САУ, 36 машин командиров взводов и 10 командно-штабных машин были достроены в 1943—1944 годах уже для нужд Вермахта и войск СС. В других источниках, в том числе основанных на немецких данных, упоминаний об этом не содержится, но итальянские источники говорят о более чем 300 выпущенных САУ, хотя и без уточнения, входили ли в это число машины, возможно, выпущенные после капитуляции Италии.

#### Бронеавтомобили
История создания нового бронеавтомобиля для итальянской армии началась с формулирования в конце 1937 года итальянской колониальной полицией потребности в высокомобильной колёсной машине для использования в африканских колониях. Параллельно, в апреле 1938 года, Кавалерия армии Италии также обозначила свою надобность в новом бронеавтомобиле и после дальнейшей проработки вопроса было решено использовать будущую машину и для нужд полиции тоже. Два прототипа нового бронеавтомобиля, получившего обозначение Autoblinda 39, по одному для армии и полиции, были изготовлены на заводе «Фиат» в Мирафьори и продемонстрированы военным в мае 1939 года. После испытаний и последовавших за ними доработок, в марте 1940 года бронеавтомобиль был принят на вооружение под обозначением Autoblinda 40 или AB 40.
В целом Autoblinda 40 имел современную для своего периода конструкцию. Общая конструктивная схема бронеавтомобиля, базировавшегося на двухосном полноприводном шасси специальной разработки, с независимой подвеской, шинами большого диаметра и всеми управляемыми колёсами, в целом отвечала требованиям своего времени, но некоторые проблемы с рулевым устройством так и не удалось полностью устранить по ходу серийного производства. В конструкции AB 40 были применены два сравнительно мало распространённых, хотя и не уникальных решения, направленных на повышение подвижности. Одним из них являлся второй пост управления в кормовой части корпуса, позволявший быстрое изменение направления движения без разворота машины, чему способствовала и трансмиссия, обеспечивавшая движение задним ходом на всех передачах, кроме высшей. Другим являлась подвеска запасных колёс на собственных полуосях по бортам корпуса, где они при преодолении препятствий могли выполнять роль промежуточной третьей оси, предотвращая посадку машины «на брюхо».
В то же время по другим важным характеристикам AB 40 существенно уступал своим современникам. Вертикальное бронирование тяжёлого бронеавтомобиля массой в 6,9 тонн, составлявшее 8,5 мм на большинстве поверхностей, несмотря на ограниченное применение рациональных углов наклона считалось недостаточным даже для разведывательных функций. Совершенно недостаточным для бронеавтомобиля такого класса являлось и вооружение — спаренная установка 8-мм пулемётов в башне и 8-мм кормовой пулемёт. Просчётом итальянских конструкторов являлось неудачное распределение функций членов экипажа: при наличии двух механиков-водителей и отдельного стрелка-радиста для кормового пулемёта, командир в одноместной башне вынужден был выполнять ещё и функции стрелка; в список менее серьёзных конструктивных недостатков AB 40 входили затруднённый доступ к силовой установке, отсутствие перегородки между моторным и боевым отделениями, неудобная кормовая пулемётная установка, непротектированный топливный бак и только частично защищённый механизм поворота башни.

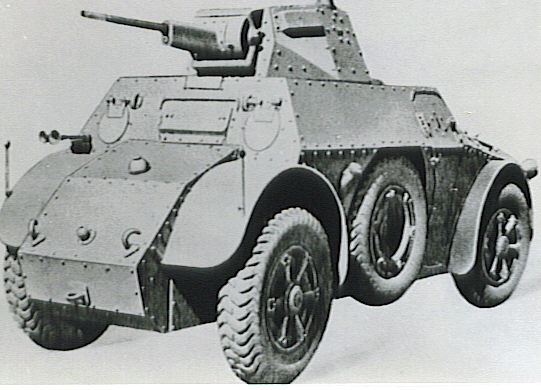
Autoblinda 41

Первый выданный «Фиат» заказ составил 24 бронеавтомобиля, первые из которых были переданы армии в марте 1941 года. Поскольку к тому времени опыт боевых действий показал недостаточность пулемётного вооружения даже для разведывательной машины, «Фиат» была разработана новая модификация с вооружением из 20-мм автоматической пушки и спаренного 8-мм пулемёта в увеличенной башне, схожей с башней лёгкого танка L6/40, но отличавшейся меньшей толщиной брони; по некоторым данным, конструкция башни была непосредственно заимствована из раннего проекта этого танка. Модернизированный бронеавтомобиль получил обозначение AB 41 и в том же 1941 году сменил AB 40 на сборочных линиях. AB 40/41 являлся основным бронеавтомобилем итальянской армии на протяжении Второй мировой войны и его производство продолжалось вплоть до капитуляции Италии, всего за этот период было выпущено 139 пулемётных и 485 пушечных бронеавтомобилей. Значительная часть AB 40 была впоследствии модернизирована в AB 41. Ещё некоторое количество, по германским данным, 20 AB 41, было выпущено в 1943 году для германских войск после капитуляции Италии, однако в некоторых источниках приводятся данные о 647 выпущенных за всё время AB 40/41.

### 1941—1943

#### Средние танки

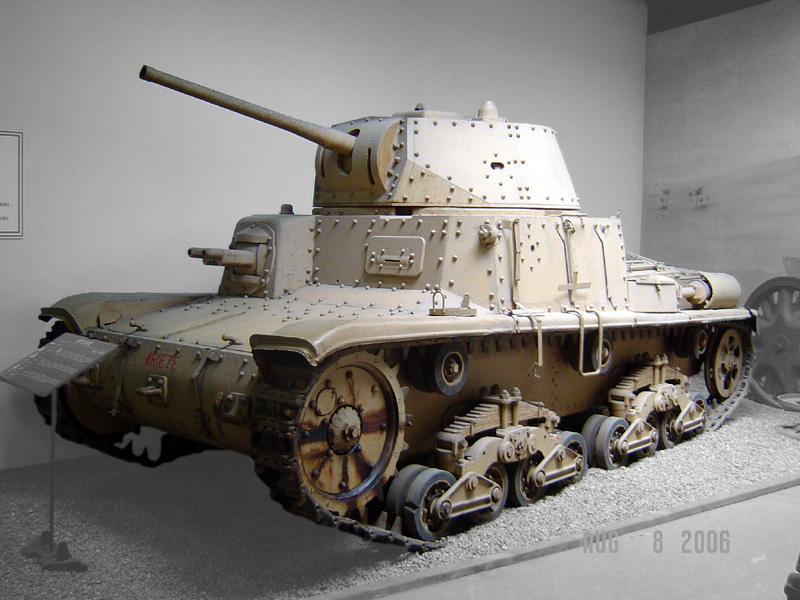
Музейный M15/42

В ожидании начала производства нового тяжёлого танка итальянской армией было решено в качестве временной меры вновь модернизировать средний M13/40. Основой для разработанной в конце 1941 года его новой версии послужил M14/41 поздних выпусков. Эта модификация была принята на вооружение Реджио Эзерчито под обозначением Carro Armato M15/42. Модернизация танка затронула прежде всего его вооружение и силовую установку. M15/42 получил 47-мм пушку Cannone da 47/40 с увеличенной на 31 % по сравнению с 47/32 начальной скоростью снаряда, помимо этого был введён электромеханический привод поворота башни. Танк был оснащён карбюраторным двигателем SPA 15T мощностью в 190 л. с., применение которого вместо дизельных моторов было вызвано испытывавшимся Италией в тот период дефицитом дизельного топлива. Кроме того, увеличение удельной мощности танка позволило поднять его максимальную скорость до 40 км/ч. Для сохранения запаса хода на прежнем уровне, общая ёмкость топливных баков была увеличена по сравнению с M14/41 более чем вдвое, до 407 литров. Для размещения новой силовой установки была изменена конфигурация моторного отделения, удлинённого на 145 мм; также бортовой люк перенесли на правую сторону корпуса. Толщина лобовой брони корпуса и башни M15/42, за исключением маски орудия, была увеличена на 12 мм.
Производство M15/42 было начато в 1942 году, однако число выпущенных танков оказалось сравнительно небольшим. Несмотря на увеличившиеся по сравнению с предшественниками боевые возможности, M15/42 устарел ещё до начала производства, совершенно не отвечая растущим требованиям к машинам этого класса. В сложившейся ситуации итальянская армия к 1942 году предпочла сосредоточить усилия на производстве штурмовых орудий, а в марте 1943 года приняла решение о полном отказе от дальнейшего выпуска танков серии M13/40 в пользу производства САУ на их шасси. В результате этого выпуск M15/42 до капитуляции Италии ограничился лишь 220 машинами, с учётом изготовленного в 1941 году прототипа; ещё 28 танков, по немецким данным, были завершены в 1944 году уже для нужд Вермахта и войск СС. Существенных изменений в конструкцию M15/42 за время его производства не вносилось, но на танках поздних выпусков вместо одного из запасных катков на корме корпуса размещалась установка для постановки дымовой завесы. Помимо линейных танков, в число выпущенных машин входит некоторое количество командирских машин M15/42 Centro Radio, отличавшихся от своих предшествующих аналогов отсутствием курсовой пулемётной установки.

#### Тяжёлые танки
Тяжёлые танки были введены в систему вооружений итальянской армии в декабре 1938 года, но так как приоритеты военных были сосредоточены на более неотложной программе среднего танка, объявление официального конкурса на создание нового тяжёлого танка последовало только в июле 1940 года. Управлением механизации итальянской армии и фирмой «Ансальдо» на конкурс были представлено по два проекта, среди которых 7 августа того же года Б. Муссолини был лично выбран один из проектов «Ансальдо», получивший проектное обозначение P 75. Первый прототип танка должен был быть завершён в течение года, его деревянный макет построили к декабрю 1940 года. Не вполне ясна ситуация с характеристиками первоначального проекта. Согласно итальянскому историку Н. Пиньято, вооружение танка составляли пушка Cannone da 75/34 в спаренной установке с 20-мм автоматической пушкой и три или четыре пулемёта, а экипаж танка должен был состоять из пяти человек, в то же время по данным британского историка П. Чемберлена, подтверждённым фотографиями, вооружение первого прототипа всё ещё составляла менее мощная 75-мм гаубица Obice da 75/18. P 75 имел аналогичную танкам серии M13/40 ходовую часть и должен был оснащаться новым дизельным двигателем разработки «Ансальдо», развивавшим мощность в 330 л. с. Толщина лобовой брони танка в первоначальном проекте составила 40 мм, а на первом прототипе была увеличена до 50 мм, однако к тому времени рациональные углы наклона брони в конструкции P 75 ещё не применялись.
Хотя заданные сроки создания прототипа были выдержаны и первый опытный образец изготовили в октябре 1941 года, процесс создания танка тормозился рядом обстоятельств. В частности, только испытания и доводка нового двигателя заняли большую часть 1941 года. Основным источником задержек стали вносившиеся в проект улучшения, в значительной степени вызванные изучением конструкции советского Т-34. Вооружение танка, по данным П. Чемберлена, было усилено вначале до пушки Cannone da 75/32, а в дальнейшем — до Cannone 75/34. Свой вклад в задержку производства нового танка вносило и то, что армейское командование считало предпочтительным закупить у союзной Германии лицензию на производство проверенного в эксплуатации среднего танка Pz.Kpfw.IV Serie.7. Хотя немцы первоначально отказывались делиться с Италией своими достижениями в этой области, к марту 1943 года Германия предложила Италии закупку лицензии на производство Pz.Kpfw.IV за 30 миллионов рейхсмарок с доставкой документации и по одному опытному образцу танка для «Фиат», «Ансальдо» и итальянской армии в течение 112 дней. Обязательным условием сделки было то, что если в течение первых 5 месяцев серийного производства весь выпуск танков, запланированный на уровне 130 машин в месяц, будет зарезервирован для итальянских войск, то после этого периода половина выпущенных танков должна была поставляться Германии. Однако в конечном итоге соглашение с Германией так и не было достигнуто, в значительной степени из-за противодействия концерна «Фиат—Ансальдо», не желавшего терять свою монополию в области бронетехники.

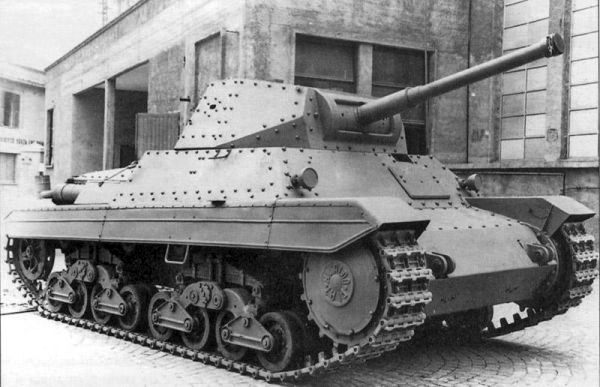
Тяжёлый танк P26/40

Несмотря на продолжавшуюся доработку P 75 и неясность относительно выбора итальянской армии, танк был принят на вооружение под обозначением P26/40 и 22 апреля 1942 года «Ансальдо» был выдан заказ на производство 500 танков, в октябре увеличенный до 579 машин. Согласно сохранившимся документам «Ансальдо», первые танки должны были быть представлены армии в августе 1943 года, а утверждённый в мае 1943 года план производства предусматривал выпуск 19 машин в августе, 25 — в сентябре, по 30 — в октябре и ноябре и 45 — в декабре и оставшейся части заказа — в течение 1944 года. В своём окончательном принятом на вооружение варианте P26/40, несмотря на свою национальную классификацию как тяжёлого танка, был близок к современным ему средним танкам других стран, таким как M4, Т-34 c 76-мм пушкой или Pz.Kpfw.IV. В техническом отношении, несмотря на унаследованные от предшественников ходовую часть и клёпаную конструкцию корпуса, P26/40 представлял собой значительный шаг вперёд по сравнению с танками серии M13/40, будучи вооружённым 75-мм пушкой со средней начальной скоростью снаряда и имея бронирование с рациональными углами наклона толщиной 50—60 мм в лобовой части и 40—45 мм по бортам. В целом по своим основным характеристикам — огневой мощи, защищённости и подвижности — P26/40 был сравним с зарубежными аналогами, хотя ряд устаревших конструктивных решений, прежде всего использование двухместной башни, в которой командир выполнял и функции наводчика, существенно снижали его боевые возможности. Серьёзной проблемой, так и не разрешённой до капитуляции Италии, являлась и недостаточная надёжность нового дизельного двигателя.
Итальянской армией на P26/40 возлагались существенные надежды, но задержки с разработкой танка и запуском его в серийное производство привели к тому, что до капитуляции Италии в сентябре 1943 года было выпущено лишь незначительное число танков. Согласно документам «Ансальдо», до капитуляции был изготовлен только один прототип P26/40 в то время как по германским данным, после капитуляции было захвачено 5 предсерийных машин; некоторые авторы также приводят данные о 21 выпущенной до капитуляции машине.

#### Бронетранспортёры

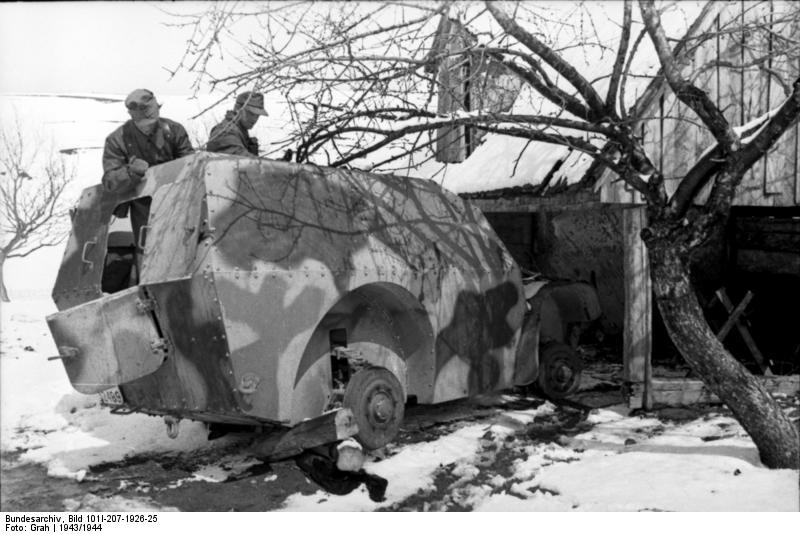
Брошенный A.S.37 со снятыми колёсами

Информация о развитии теории применения механизированной пехоты в Реджио Эзерчито крайне скудна, однако факты свидетельствуют о том, что этому вопросу итальянскими военными уделялось немалое внимание. Автомобилизация танковых, «быстрых» и «автотранспортабельных» дивизий, воевавших в Северной Африке и на Восточном фронте соответственно, была достаточно высокой. Но принципиальным недостатком обычного автомобильного транспорта является очень больша́я уязвимость от огня даже лёгкого стрелкового оружия, что сильно затрудняет его работу в непосредственной близости от линии фронта. К началу Второй мировой войны в нацистской Германии и Великобритании, а позже и в США были созданы специализированные бронетранспортёры, предназначенные для подвоза личного состава, снабжения и обеспечения войск в условиях огневого соприкосновения с противником. Это были гусеничные или полугусеничные машины с неполным бронированием, обеспечивавшим защиту от пуль винтовочного калибра и мелких осколков. Королевство Италия также не осталось в стороне от этого направления развития бронетехники.
Первый итальянский бронетранспортёр был создан весной 1941 года на двухосном полноприводном шасси артиллерийского тягача Fiat/SPA TL 37 и предназначался для вооружения бронетанковых частей. Лёгкий бронетранспортёр массой 5,6 тонн, принятый на вооружение под обозначением Autoprotetto S37 (сокр. A.S.37), имел типичную для своего времени, хотя и сравнительно плотную переднемоторную капотную компоновку. Механик-водитель размещался в отделении управления за силовой установкой, а перевозимые семь пехотинцев — в десантном отделении в кормовой части. Открытый сверху над десантным отделением корпус машины изготавливался из 8,5-мм бронелистов с ограниченным применением рациональных углов наклона; посадка и высадка экипажа осуществлялась через единственную дверь в кормовой части. Вооружение A.S.37 ограничивалось съёмным 8-мм пулемётом в шкворневой установке над десантным отделением; одним из серьёзных недостатков машины представители итальянской армии считали отсутствие в корпусе портов для стрельбы из оружия десанта, не позволявшее вести огонь из-под защиты брони. Несмотря на сравнительно современную конструкцию шасси, бронетранспортёр имел невысокую удельную мощность и максимальную скорость, не превышавшую 50 км/ч. Из-за отсутствия приборов наблюдения и стрелковых портов для десанта, итальянские военные сочли A.S.37 неудачным образцом и его выпуск ограничился 150 машинами, произведёнными в 1942 году. На вооружение бронетанковых частей они не поступали и использовались итальянской армией и полицией в основном для задач сопровождения и охранения.

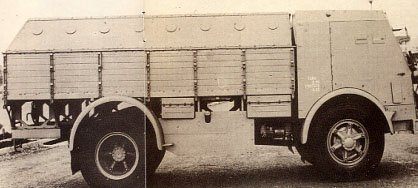
Бронеавтомобиль Fiat 665NM «Scudato»

Другой разработанный в Италии образец этого вида вооружений был создан в 1942 году на базе грузового автомобиля Fiat 665NM и был известен под названием FIAT 665NM «Scudato». Этот импровизированный бронетранспортёр представлял собой обычный двухосный грузовой автомобиль с бортовой платформой, получивший лёгкое противопульное бронирование кабины и платформы, над которой было возведено некое подобие фургона. В кабине размещались механик-водитель и командир, в то время как в десантном отделении могли разместиться до 29 пехотинцев, имевших возможность стрельбы из личного оружия через порты в бортах и корме. Передняя кабина бронетранспортёра сохранила бортовые двери, однако десант был вынужден садиться в машину через люки в крыше соответствующего отделения, забираясь по лестнице в кормовой части. Fiat 665NM Scudato также создавался для вооружения бронетанковых частей, но военные сочли эту 10-тонную машину слишком громоздкой для использования во фронтовых частях. В общей сложности было выпущено около 100 бронетранспортёров этого типа, которые использовались армией лишь для противопартизанской борьбы.
Помимо перечисленных образцов, итальянской армией была предпринята попытка скопировать британский лёгкий гусеничный бронетранспортёр Universal Carrier. Прототип, получивший обозначение Cingoletta 2800, был подобен базовому варианту британской машины, но отличался удлинённым шасси с четырьмя опорными катками вместо трёх, а также силовой установкой и вооружением итальянского производства. Несмотря на интерес армии к такой машине, до капитуляции Италии Cingoletta 2800 не вышел за стадию прототипа.

### Нацистская Германия (1943—1945)
После капитуляции Королевства Италия перед союзниками её северная и центральная часть были оккупированы нацистской Германией, руководство которого ожидало такого развития событий. Впоследствии на части этой территории была провозглашена так называемая Итальянская социальная республика (итал. Repubblica Sociale Italiana, RSI) во главе со свергнутым дуче Бенито Муссолини. Подавляющая часть предприятий итальянской танкостроительной промышленности оказалась под номинальной принадлежностью этого марионеточного государства. Но реально их деятельностью распоряжалась немецкая оккупационная администрация, которая выдала заказы на производство ряда образцов итальянской бронетехники, которые были официально приняты на вооружение Вермахта и войск СС. В значительной степени это было вынужденным шагом, поскольку дислоцированным в Италии немецким войскам не хватало танков, САУ и бронеавтомобилей собственного производства. Поэтому им пришлось довольствоваться имеющейся в наличии техникой, которая во многих отношениях не удовлетворяла принятым в немецких вооружённых силах стандартам. Однако захваченная производственная и конструкторская база позволила продолжить совершенствование бывших итальянских образцов уже в рамках танкостроения нацистской Германии. Таким образом в 1944—45 годах серийно выпускались наиболее боеспособные бронированные машины — тяжёлый танк Carro Armato P26, САУ Semovente da 105/25 и Semovente da 75/46, а также бронеавтомобили «Линче» и Autoblinda 43. Последние были существенно доработаны под контролем немцев — для САУ был разработан усовершенствованный корпус Scafo M.43, а часть Autoblinda 43 получила в качестве вооружения 47-мм пушку Cannone da 47/40. Принципиально новые конструкции бронетехники в этот период не разрабатывались ни на оккупированной немцами, ни на освобождённой союзниками территории Италии. Производство же существующих образцов с постепенным развалом экономики "республики" вследствие продвижения войск антигитлеровской коалиции и итальянского Сопротивления велось невысокими темпами и к началу весны 1945 года практически сошло на нет.

## Организация производства

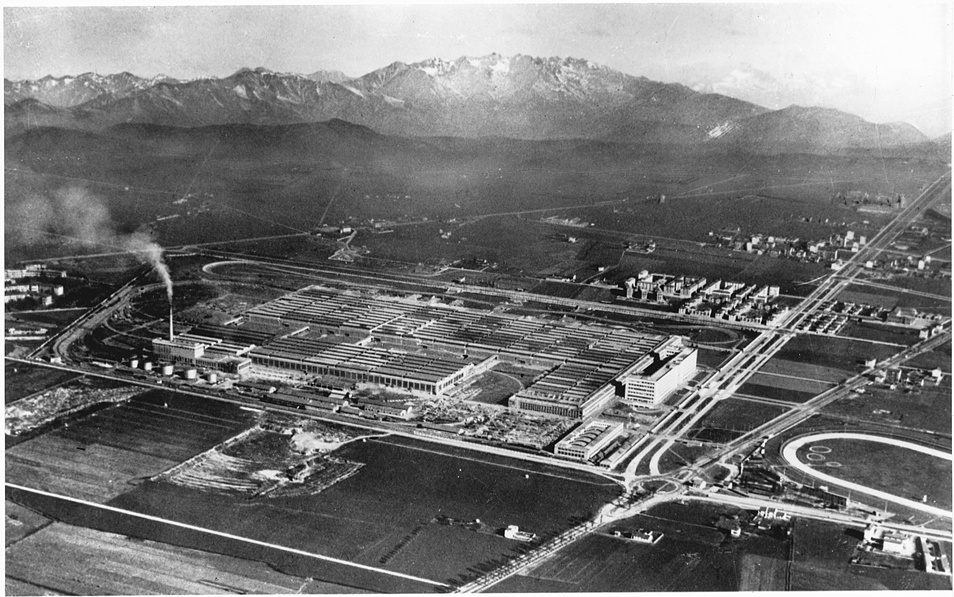
Завод «Фиат» в Мирафьори, занимавшийся выпуском бронеавтомобилей и лёгких танков

В межвоенный период и Вторую мировую войну фактическим монополистом по производству бронетанкового вооружения в Италии являлся автопроизводитель «Фиат», в начале 1930‑х годов объединившийся для этой цели с машиностроительной фирмой «Ансальдо», занимавшейся среди прочей деятельности выпуском различных вооружений. Для производства танкеток серии C.V.3 был выделен завод боеприпасов «Ансальдо» в Генуе, который в дальнейшем оставался единственным производителем всей гусеничной бронетехники, за исключением танков L6/40 и машин на их базе, выпускавшихся «Фиат». Наличие лишь одного предприятия по сборке средних танков и только одного поставщика танковых двигателей — завода «Фиат» в Турине — значительно ограничивало возможности Италии по оснащению армии бронетехникой. По данным, предоставленным «Ансальдо» итальянскому военному министерству в октябре 1939 года, мощности завода позволяли выпускать 25 танков в месяц, с возможным полуторакратным увеличением в случае освобождения предприятия от изготовления боеприпасов. Запланированный тогда же военным министерством темп выпуска нового танка M13/40 составлял 15 танков в месяц, с увеличением до 30 машин через четыре месяца и до 36 к 1941 году. Поначалу фактический выпуск танка составлял около 22 машин в месяц, но со вступлением Италии во Вторую мировую войну темпы производства бронемашин резко возросли: в различных источниках приводятся данные о выпуске 65 средних танков в месяц, без учёта машин на их базе или 78, с учётом машин на базе, для пикового 1941 года. С 1942 года темпы производства стали падать, вследствие испытываемой итальянской промышленностью нехватки сырья и переброски доступных ресурсов на сочтённые приоритетными направления, к чему вскоре прибавились налёты англо-американской авиации.

## Статистика производства с 1940 по 1945 годы

### Танки и танкетки
|                                  | 1940 | 1941 | 1942 | 1943 | 1944/45 | Всего |
| -------------------------------- | ---- | ---- | ---- | ---- | ------- | ----- |
| L3/35                            | 17   | -    | -    | -    | -       | 17    |
| L6/40                            |      |      | -    | -    | -       | 283   |
| M11/39                           | 100  | -    | -    | -    | -       | 100   |
| M13/40                           | 235  | 475  | -    | -    | -       | 710   |
| M14/41                           | -    | 376  | 319  | -    | -       | 695   |
| M15/42                           | -    | 1    | 104  | 115  | 24      | 219   |
| P26/40                           | -    | -    | -    | 1    | 101     | 102   |
| Carro comando L40**              |      |      |      |      |         | 17    |
| Carro comando M13/40*            | -    |      |      |      |         | 30    |
| Carro comando M14/41*            | -    |      |      |      |         | 34    |
| Carro comando M15/42*            | -    | -    | -    | 45   | 41      | 86    |
| Carro comando M14/41 per 90/53** | -    | -    |      |      |         | 15    |
| Всего танков и танкеток          | 635  | 869  | 423  | 116  | 166     | 2308  |

* — специальные командирские модификации танков. Отличались отсутствием башни с вооружением и наличием дополнительного радиооборудования.
** — специальная командирская модификация танка для батальона самоходных установок.

### САУи истребители танков
|                            | 1940 | 1941 | 1942 | 1943 | 1944/45 | Всего |
| -------------------------- | ---- | ---- | ---- | ---- | ------- | ----- |
| Semovente da 47/32 L40     |      |      |      |      |         | 459   |
| Semovente da 75/18 M13     |      |      |      |      |         | 60    |
| Semovente da 75/18 M14     |      |      |      |      |         | 162   |
| Semovente da 75/18 M15     |      |      | 2    | 188  | 55      | 245   |
| Semovente da 75/34 M15/42  |      |      | 1    | 60   | 80      | 141   |
| Semovente da 75/34 M43     |      |      |      | 1    | 29      | 30    |
| Semovente da 75/46 M43     |      |      |      |      |         | 11    |
| Semovente da 90/53 M14     |      |      |      |      |         | 30    |
| Semovente da 105/25 M43    |      |      |      | 30   | 91      | 121   |
| Semovente da 149/40 M15/42 |      |      |      |      |         | 1     |
| Всего самоходных установок |      |      |      |      |         | 1260  |

В обозначениях итальянских самоходок указывается: Semovente (самоходка), 75/18 модель орудия, М14 базовое шасси танка. М43 являлось модифицированным шасси танка М15/42 для самоходных установок.

### Бронеавтомобили, транспортёры и бронедрезины
|                                             | 1940 | 1941 | 1942 | 1943 | 1944/45 | Всего |
| ------------------------------------------- | ---- | ---- | ---- | ---- | ------- | ----- |
| Autoblondo AB 40                            |      |      |      |      |         | 24    |
| Autoblindo AB 41                            |      | 250  | 302  | 72   | 23      | 647   |
| Autoblindo AB 43                            |      |      |      |      | 79      | 79    |
| Autoblindo AB 40/41 Ferroviaria*            |      |      |      |      |         | 20    |
| Autoblindo «Lince»                          |      |      |      |      |         | 250   |
| Autoblindo AS43                             |      |      |      |      |         | 10    |
| Autoprotetto S37                            |      |      |      |      |         | 150   |
| Autocarretta ferroviaria blindata Mod. 42** |      |      | 1    |      |         | 1     |
| Littorina blindata M42**                    |      |      | 5    | 3    |         | 8     |
| Littorina blindata M43**                    |      |      |      |      |         | 8     |
| Всего бронеавтомобилей                      |      |      |      |      |         | 1197  |

* — модификации бронеавтомобилей AB 40/41 на железнодорожном ходу.
** — бронедрезины

## Типы бронетехники Италии
В национальной классификации итальянская бронетехника подразделялась на несколько типов. В свою очередь эта классификация существовала в двух вариантах, изначальном и пересмотренном в 1938 году. В первом из них вся бронетехника делилась на три категории — «штурмовой танк» (итал. Carro d'assalto), «быстрый танк» (итал. Carro Veloce) и бронеавтомобиль (итал. Autoblindata). Также велись проектные работы по «танку прорыва» (итал. Carro di rottura), но официально такого подвида бронетехники в Реджио Эзерчито не значилось. К середине 1930-х годов такая классификация уже не удовлетворяла потребностям итальянских вооружённых сил. Поэтому в 1938 году был принят новый её вариант, который вводил унифицированные названия для уже существующих, находящихся в разработке и будущих бронированных машин. В нём вся бронетехника делилась на два типа — «танк» (итал. Carro Armato) и «бронеавтомобиль» (итал. Autoblinda). Танк, в зависимости от массы, мог быть лёгким (итал. Carro Leggero), средним (итал. Carro Medio) или тяжёлым (итал. Carro Pesante). Заглавные буквы соответствующих прилагательных входили в официальное обозначение танка вместе с цифровым индексом, в котором последовательно через символ / записывались масса машины и две последние цифры года её разработки. Таким образом, наименование включало достаточно полную информацию о конкретном образце бронетехники. Например Carro Armato M15/42 означает 15-тонный средний танк разработки 1942 года.
Танки получали обозначение состоящее из впереди идущей литеры обозначающей тип танка: L — Leggeri (лёгкий), M — Medi (средний), P — Pesanti (тяжёлый); далее цифра собственного веса и через дробь цифра начала производства данной модели.
Например, танк L6/40 — лёгкий танк массой 6 тонн, 1940 год. Кроме того, старые модели танков, так же получили новое обозначение, например FIAT 3000 стал L5/21, FIAT 3000B — L5/30.
Кроме того в Италии была собственная национальная классификация бронетехники по массе. Так танки M13/40 и M14/41 массой в 13 и 14 тонн соответственно, считались по итальянской классификации средними по массе, хотя по советской их можно отнести лишь к лёгким машинам подобным Т-26. Танк P26/40 считался тяжёлым, хотя имел массу в 26 тонн, что соответствовало среднему немецкому танку Pz.IV поздних серий и советскому Т-34 ранних серий.
С появлением новых типов боевых машин в эту классификацию вносились необходимые изменения. С принятием на вооружение самоходно-артиллерийских установок в ней появился соответствующий тип «самоход» (итал. Semovente). В их официальном наименовании цифровой индекс соответствовал артиллерийскому стандарту: Semovente da 75/18 соответствовало самоходному орудию калибра 75 мм с длиной ствола в 18 калибров. При необходимости указания разновидности базы к нему добавлялось su scafo и сокращённый индекс танка, от которого заимствовалась ходовая часть, например M41. В полной форме это выглядело как Semovente da 75/18 su scafo M41. В военные годы сокращённое наименование танков широко применялось в военной и производственной отчётности, например L40 вместо L6/40. Для специализированных шасси под монтаж орудий для самоходной артиллерии применялся термин Scafo опять же с указанием года разработки после буквы М. Ещё одним официально утверждённым типом итальянской бронетехники был «защищённый автомобиль» (итал. Autoprotetto), фактически колёсный бронетранспортёр.
| ТТХ итальянской бронетехники Второй мировой войны |                                         |                                                   |                                       |                                |                                |                                |                                                            |
|                                                   | L5/21 (L5/30)                           | L3/33 (35) (38)                                   | M11/39                                | M13/40                         | M14/41                         | L6/40                          | Autoblinda 40 (41)                                         |
| Размеры                                           |                                         |                                                   |                                       |                                |                                |                                |                                                            |
| Боевая масса, т                                   | 5,9                                     | 2,7-3,1 (3,5) (3,5)                               | 11,0                                  | 13,0                           | 14,0                           | 6,8                            | 7,5 (7,8)                                                  |
| Длина, м                                          | 3,75                                    | 3,16 (3,25) (3,25)                                | 4,48                                  | 4,91                           | 4,92                           | 3,82                           | 5,20                                                       |
| Ширина, м                                         | 1,67                                    | 1,40 (1,50) (1,50)                                | 2,18                                  | 2,20                           | 2,20                           | 1,68                           | 1,92                                                       |
| Высота, м                                         | 2,20                                    | 1,28 (1,30) (1,30)                                | 2,25                                  | 2,37                           | 2,37                           | 2,17                           | 2,48                                                       |
| Бронирование, мм                                  |                                         |                                                   |                                       |                                |                                |                                |                                                            |
| Лоб корпуса                                       | 16                                      | 12 (13) (13)                                      | 30                                    | 30                             | 45                             | 30                             | 8,5                                                        |
| Борта и корма корпуса                             | 16-20                                   | 9 (9) (9)                                         | 6-15                                  | 25                             | 25                             | 15                             | 8,5                                                        |
| Лоб башни                                         | 16                                      | нет башни                                         | 30                                    | 42                             | 45                             | 40                             | 18                                                         |
| Борта и корма башни                               | 16                                      | нет башни                                         | 30                                    | 30                             | 30                             | 40                             | 10                                                         |
| Крыша                                             | 15                                      | 5 (5) (5)                                         | 15                                    | 14                             | 14                             | 15                             | 6                                                          |
| Днище                                             | 15                                      | 5 (5) (5)                                         | 15                                    | 14-18                          | 14-18                          | 15                             | 6                                                          |
| Вооружение                                        |                                         |                                                   |                                       |                                |                                |                                |                                                            |
| Пушка                                             | 1 x 37-мм Vickers-Terni Mod. 30 37/40   | нет                                               | 1 × 37-мм Vickers-Terni Mod. 30 37/40 | 1 × 47-мм Mod.47/32            | 1 × 47-мм Mod.47/32            | 1 × 20-мм Breda Mod.35         | 1 × 20-мм Breda Mod.35 (версия AB 41)                      |
| Пулемёты                                          | 2 × 6,5-мм пулемёта Fiat (версия L5/21) | 2 × 6,5-мм пулемёта Fiat (2 x 8-мм) (1 x 13,2-мм) | 2 × 8-мм Breda Mod. 38                | 3 × 8-мм Breda Mod. 38         | 2 или 3 × 8-мм Breda Mod. 38   | 1 × 8-мм Breda Mod. 38         | 3 × 8-мм Breda Mod. 38 (версия AB 40 два пулемёта в башне) |
| Боекомплект, выстрелов / патронов                 | 68 выстрелов                            | 2170 (2170/1896) (н/д)                            | 84 / 2808                             | 87 / 2892                      | 87 / н/д                       | 312 / 1560                     | 456 / н/д                                                  |
| Подвижность                                       |                                         |                                                   |                                       |                                |                                |                                |                                                            |
| Двигатель                                         | Fiat 63 л. с.                           | SPA 40/43/50 л. с.                                | SPA 8TV 105 л. с.                     | SPA 8TM40 125 л. с.            | SPA 15T 145 л. с.              | SPA 18VT 70 л. с.              | SPA ABM 78-88 л. с.                                        |
| Коробка передач                                   | Механическая 4 вперёд, 1 назад          | Механическая 4 вперёд, 1 назад                    | Механическая 4 вперёд, 1 назад        | Механическая 4 вперёд, 1 назад | Механическая 4 вперёд, 1 назад | Механическая 4 вперёд, 1 назад | Механическая 4 вперёд, 2 назад                             |
| Удельная мощность, л. с./т                        | 9,8                                     | 12,3 (13,4) (13,4)                                | 9,5                                   | 9,6                            | 10,1                           | 10,3                           | 10,4 (11,7)                                                |
| Максимальная скорость по шоссе, км/ч              | 24                                      | 40-42                                             | 32                                    | 30                             | 32                             | 42                             | 78                                                         |
| Средняя скорость по просёлку, км/ч                | н/д                                     | н/д                                               | н/д                                   | н/д                            | н/д                            | н/д                            | н/д                                                        |
| Запас хода по шоссе, км                           | 130                                     | 110 (150) (150)                                   | 210                                   | 210                            | 200                            | 150                            | 400                                                        |
| Запас хода по просёлку, км                        | н/д                                     | н/д                                               | н/д                                   | н/д                            | н/д                            | н/д                            | н/д                                                        |
| Удельное давление на грунт, кг/см²                | н/д                                     | н/д                                               | н/д                                   | н/д                            | н/д                            | н/д                            | н/д                                                        |
| Преодолеваемый ров, м                             | 1,3                                     | 1,4                                               | 2,1                                   | 2,1                            | 2,1                            | 1,8                            | н/д                                                        |
| Преодолеваемая стенка, м                          | н/д                                     | 0,65                                              | 0,8                                   | 0,8                            | 0,8                            | 0,7                            | 0,35                                                       |
| Преодолеваемый брод, м                            | 0,6                                     | 0,7-0,9 (0,7) (0,7)                               | 1,0                                   | 1,0                            | 1,0                            | 0,8                            | 0,7                                                        |

## Конструктивные особенности бронетехники Италии
Для итальянской бронетехники Второй мировой войны и в частности танков характерна слабая и условная модернизация выпускавшихся машин. Для примера, немцы, создав к концу 30-х годов три основных типа танков (Pz.II, Pz.III, Pz.IV), постоянно модернизировали и совершенствовали их. Один только Pz.III, самый массовый тип немецкого танка, в период с 1936 по 1943 годы получил 12 базовых усовершенствованных модификаций c обозначениями от литеры «А» до литеры «N». Pz.IV с начала 1942 года получил мощное длинноствольное 75-мм орудие 7,5 cm KwK 40. При этом у немецких танков с созданием новых модификаций постоянно росла броневая защита, совершенствовались узлы и агрегаты, вооружение.
Итальянская бронетанковая промышленность, обладая более скудными ресурсами, не была способна так часто совершенствовать свою продукцию. Получив в 1939 году единственный и крайне неудачный тип среднего танка в виде модели M11/39, итальянцы смогли лишь изменить в правильном ключе его компоновку, переставив основное орудие с корпуса в башню и сменив орудие калибра 37-мм на более мощное 47-миллиметровое (M13/40), а в дальнейшем лишь два раза очень незначительно усовершенствовать эту модель, что нашло своё отражение в моделях M14/41 и M15/42. При этом последняя модель была готова лишь к 1943 году, когда Италия фактически потерпела поражение и вышла из войны. При модернизациях у средних итальянских танков лишь незначительно повышалась бронезащита, слегка форсировался двигатель, появлялась защита от песка в условиях Североафриканской пустыни и только на модели M15/42 было установлено более совершенное орудие, хотя и по-прежнему калибра 47-мм. В остальном же итальянские танки оставались без существенных изменений, на уровне немецких танков модификаций 1939—40 годов.

### Компоновка танков и бронеавтомобилей
Для большинства итальянских танков 1920-40-х характерна классическая компоновка с передним расположением боевого отделения и задним двигателя. Первый лёгкий танк Fiat 3000 был практически полностью сходен компоновкой со своим французским прототипом Renault FT. Отделение управления размещалось в лобовой части танка, боевое отделение с башней кругового вращения, в которой находилось основное вооружение танка, располагалось за ним, в средней части танка, а моторно-трансмиссионное отделение занимало кормовую часть корпуса. Иначе обстояло дело с  тяжёлым танком Fiat 2000, созданным уже самими итальянцами. Здесь компоновка значительно отличалась от всех тяжёлых танков Первой мировой войны. Двигатель находился отдельно от экипажа, располагаясь под ним. Ещё одним новшеством, для тяжёлого танка того времени, было наличие орудийной башни с круговым вращением.
Танкетки Ansaldo моделей CV33/35/38, появившиеся в 1930-х годах, почти полностью повторяли свой британский прототип фирмы Carden-Loyd. Такая же компоновка с большой плотностью, с находившейся впереди трансмиссией, в средней части рубка экипажа, закрывавшаяся сверху двумя откидными бронекрышками, заднее расположение двигателя. Единственное отличие, итальянские танкетки имели более сдвинутую назад рубку и двигатель. Экипаж состоял из двух человек: справа водитель-механик, слева рядом с ним стрелок-командир.
Работы по созданию принципиально новых танков начались в Италии в середине 1930-х и здесь итальянские конструкторы предпочли поэкспериментировать с компоновкой, поскольку военные затребовали лёгкий танк сопровождения, более мощный по вооружению, чем танкетки Ansaldo и средний танк прорыва, а чуть позже, в самом конце 1930-х, к ним должен был добавиться и первый за последние два десятилетия тяжёлый танк.
Лёгкий танк сопровождения и разведки, получивший в будущем обозначение L6/40, во многом основывался на прежнем опыте по созданию танкеток. В отличие от других перспективных машин он один получил водительское место с правой стороны рубки, подобно танкеткам Ansaldo. Машина также вмещала в себя два члена экипажа: водителя-механика и стрелка-командира управляющего автоматическим орудием во вращающейся башне, смещённой ближе к левой части корпуса.
Танк прорыва (будущий M11/39) изначально проектировался в безбашенном варианте с расположенном в передней правой части корпуса 37-мм полуавтоматическим орудием. Однако позже одноместная башня со спаркой 8-мм пулемётов была всё же добавлена, вследствие чего танк получил оригинальную, хотя и неудачную компоновку, подобную американскому танку M3 Ли/Грант. Экипаж состоял из трёх человек: справа наводчик-заряжающий, слева водитель-механик, в башне командир-пулемётчик. Позже такая компоновка была признана крайне неудачной, в результате чего была изменена на абсолютно классическую с двухместной орудийной башней, с четырьмя членами экипажа (М13/40).
Тяжёлый танк, получивший впоследствии обозначение P26/40, создавался довольно долго (c 1940 по 1942 год) и имел классическую компоновку. В боевом отделении размещался экипаж из четырёх человек: справа пулемётчик-радист, слева водитель-механик, в башне заряжающий-командир и наводчик орудия. Ничем особенным по компоновке от других классических машин он не отличался.
Итальянские бронеавтомобили, созданные до конца 1930-х, таких моделей как Fiat-Terni Tripoli, Lancia IZ, Fiat 611 Autoblindo, были немногочисленны и также имели совершенно классическую компоновку для такого рода бронетехники. Они создавались на шасси грузовых автомобилей капотной компоновки, на который устанавливался бронированный корпус со вращающейся башней, оснащённой либо пулемётами, либо лёгким орудием. Лишь в конце 1930-х годов для ведения войны в условиях африканской пустыни потребовался более совершенный бронеавтомобиль. Таковым стал Autoblindo AB 40/41. Это уже были машины со специальной компоновкой. Прежде всего это два поста управления (задний и передний). Двигатель располагался в задней части корпуса, полный привод и все управляемые колёса обеспечивали высокую проходимость и манёвренность колёсной машине в условиях пустынной местности. Вариант 40 имел башню оригинальной конструкции со спаркой 8-мм пулемётов. Вариант 41 оснащался башней от лёгкого танка L6/40 с 20-мм автоматическим орудием. Экипаж этих машин составлял 4 человека: два водителя-механика на обоих постах управления, наводчик-стрелок и командир.
Кроме серийных бронеавтомобилей острая нужда заставила итальянцев создать ряд импровизированных бронемашин, в частности бронетранспортёры, как правило довольно примитивной полукустарной конструкции. Фактически это были грузовые автомобили, иногда полностью имевшие бронированный корпус, а иногда частично обшитые бронёй. Соответственно здесь были либо грузовики с классической капотной компоновкой, либо с новой по тем временам компоновкой — кабина над двигателем, как, например, импровизированный бронетранспортёр FIAT 665NM Scudato.

### Бронезащита
Точно неизвестно, когда именно итальянскими конструкторами был сделан шаг к усилению бронирования, поскольку в известных источниках информации каких-либо данных об уровне защиты опытных итальянских средних танков середины 1930-х годов не содержится. На серийных машинах первый шаг к усилению защиты был сделан на танке M11/39, получившем 30-мм броню в лобовой проекции и 25-мм — для бортов и кормы. Таким же бронированием обладали и последующие танки M13/40 и M14/41, за исключением лобовой части башни, имевшей, согласно разным источникам, толщину 37 или 42 мм. Лёгкий танк L6/40 также имел аналогичную защиту во фронтальной проекции, но лишь 15-мм плиты по бортам и корме. По сравнению с танкетками это уже являлось шагом вперёд, но 30-мм броня, не имевшая рациональных углов наклона, продолжала оставаться фактически противопульной, обеспечивая минимальную защиту от распространённых танковых и противотанковых пушек калибра 37—45 мм, таких как британская QF 2 pounder с бронепробиваемостью около 50 мм на расстоянии в 500 метров. Более хорошую защиту, доходившую до 50 мм в лобовой части, получили в 1941—1942 годах САУ серии Semovente da 75/18 и, по некоторым данным, танки M15/42. Однако эти достижения итальянцев в основном нивелировались тем, что с 1941 года англо-американские войска уже начали перевооружение пушками калибра 57—75 мм, рассчитанными на пробитие такой брони на дистанциях в 500—1000 метров.
Корпуса и башни итальянских танков собирались из катаных бронелистов на каркасе при помощи заклёпок и болтов, сварка не получила распространения даже на P26/40 в 1943 году. Клёпаные корпуса имели бо́льшую трудоёмкость производства; кроме того общим их недостатком была возможность поражения экипажа заклёпками при обстреле. При попаданиях снарядов, а иногда и пуль крупного калибра, из-за деформации броневых плит механические напряжения в теле заклёпок превышали предел прочности их материала, в результате чего происходило их разрушение. При этом тыльная часть треснувшей заклёпки отскакивала внутрь танка и становилась опасным вторичным поражающим элементом. С этим негативным обстоятельством пришлось столкнуться и итальянским танкистам. По всей видимости, в Италии рассматривалась также возможность использования литых бронедеталей, от которой пришлось отказаться из-за недостатка в стране литейных мощностей. Дополнительно защищённость бронемашин снижало низкое качество итальянской броневой стали, склонной к раскалыванию при снарядных попаданиях.
Значительным шагом вперёд в отношении бронезащиты явился танк P26/40, чьё бронирование, состоявшее из 50-мм лобовых и 40—45-мм бортовых бронелистов, получило рациональные углы наклона. Несмотря на архаичный для 1943 года полностью клёпанный корпус, по уровню бронезащиты P26/40 был в целом сравним с серийными средними ведущих стран мира, такими как «Шерман», однако начать серийное производство этого танка Италия до своей капитуляции уже не успела. Рассматривавшиеся итальянской армией штурмовые орудия на базе P26/40 созданы не были, но запущенные в производство в 1943 году орудия Semovente da 75/34 и Semovente da 105/25 на шасси M15/42 имели аналогичную P26/40 50-мм лобовую бронезащиту корпуса. Броня рубки этих САУ, хотя и не имела рациональных углов наклона, составляла 75 мм в лобовой части и 45 мм в бортовой. Также при сборке корпусов этих САУ начала ограниченно применяться сварка.
Для бронеавтомобилей уровень защищённости итальянских машин также был явно недостаточным. У вполне современных по большинству конструктивных решений бронеавтомобилей семейства Autoblinda 40/41/43 толщина броневых плит не превышала 10 мм, что делало их уязвимыми даже для бронебойных пуль винтовочного калибра. Этот негативный фактор несколько смягчали рациональные углы их наклона, но в целом они не давали сколь-нибудь серьёзной защиты от 37-мм и 40-мм снарядов равноценных по классу машин противника. Для сравнения, у британских бронеавтомобилей Daimler Armoured Car толщина броневых деталей во фронтальной проекции достигала 30 мм.

### Вооружение
Наибольшее распространение на итальянских бронемашинах в период Второй мировой войны получила 47-мм полуавтоматическая пушка Cannone da 47/32 Mod.35. Её танковый вариант, впервые применённый на M13/40 в 1940 году, был разработан на основе стандартного противотанкового орудия итальянской армии, представлявшего собой лицензионный вариант австрийской пушки 4,7 cm Böhler, выпускавшийся фирмой «Ансальдо». 47/32 имела малую для такой баллистики массу и превосходила современные ей 37-мм танковые и противотанковые пушки в могуществе осколочного снаряда и использовалась итальянской армией также в качестве лёгкого пехотного орудия, но её бронебойные возможности для орудия такого калибра были невысокими. Разработка новой более мощной пушки, получившей обозначение Cannone da 47/40 была начата «Ансальдо» не позже 1940 года, однако запустить её в серийное производство началось лишь к середине 1942 года. Несмотря на одинаковый с 47/32 калибр, новая пушка была разработана специально в качестве танковой и имела на 30 % большую начальную скорость бронебойного снаряда.
Лёгкие танки L6/40 и бронеавтомобили Autoblinda 41 вооружались 20-мм автоматической пушкой разработки фирмы «Бреда» с длиной ствола 65 калибров. Это орудие было адаптированным для установки в боевую машину вариантом зенитной пушки того же калибра. По своим характеристикам оно было на уровне или даже несколько превосходило в плане бронепробиваемости зарубежные аналоги того же калибра и назначения, например немецкую пушку 2 cm Kampfwagenkanone 30 и советскую ТНШ — на дистанции 457 м её калиберным бронебойным снарядом перфорировалась бронеплита толщиной 24 мм. Однако такие артиллерийские системы считались даже на начальном этапе Второй мировой войны слабыми против большинства целей.
Одним из наиболее мощных представителей итальянских орудий, которые устанавливались на САУ и планировались к установке на «тяжёлый» танк P40, являлась гаубица Obice da 75/18. Принятая на вооружение в 1934 году и разработанная при участии полковника Серджио Берлезе, эта артиллерийская система изначально предназначалась в качестве горного или дивизионного орудия. При достаточно коротком стволе длиной 18 калибров она существенно превосходила по начальной скорости советскую 76-мм полковую пушку обр. 1927 г., которая также послужила основой для танковых и самоходных орудий. Менее выраженным в этом плане было её преимущество над немецкой 75-мм танковой или самоходной пушкой с длиной ствола в 24 калибра. Тем не менее, её калиберным бронебойным снарядам было по силам пробить на дистанции 500 метров по нормали броневую плиту толщиной около 30—35 мм. Для боевых условий, начиная с 1941 года и далее, этого было уже недостаточно, и итальянские оружейники разработали для неё несколько моделей кумулятивных боеприпасов. Наиболее совершенный из них, Effetto Pronto Speziale 42, перфорировал до 80 мм брони по нормали.

#### Типы пушек, применявшихся на серийной итальянской бронетехнике
| Типы пушек, применявшихся на серийной итальянской бронетехнике |                          |            |                        |                                     |                                              |                                        |
| Образец                                                        | Тип                      | Калибр, мм | Длина ствола, калибров | Вес осколочно-фугасного снаряда, кг | Начальная скорость бронебойного снаряда, м/с | Бронеобъекты                           |
| Breda Modello 35                                               | автоматическая пушка     | 20         | 65                     | 0,33                                | 880                                          | L6/40, Autoblinda 41, Autoblinda 43/41 |
| Cannone da 37/40 Modello 30                                    | полуавтоматическая пушка | 37         | 40                     | 1,6                                 | 640                                          | «Фиат 3000B», M11/39, Fiat 611         |
| Cannone da 47/32 Modello 35                                    | полуавтоматическая пушка | 47         | 32                     | 2,37                                | 630                                          | M13/40, M14/41, Semovente da 47/32     |
| Cannone da 47/40                                               | полуавтоматическая пушка | 47         | 40                     | 2,37                                | 829                                          | M15/42, Autoblinda 43                  |
| Obice da 75/18 Modello 34                                      | гаубица                  | 75         | 18                     | 6,40                                | 425                                          | Semovente da 75/18                     |
| Cannone da 75/34 Modello 34                                    | полуавтоматическая пушка | 75         | 34                     | 6,4                                 | 525                                          | P26/40, Semovente da 75/34             |
| Cannone da 75/46                                               | полуавтоматическая пушка | 75         | 46                     | 6,4                                 | 750                                          | Semovente da 75/46                     |
| Cannone da 90/53                                               | полуавтоматическая пушка | 90         | 53                     | 10,1                                | 710                                          | Semovente da 90/53                     |
| Obice da 105/25 Modello 34                                     | гаубица                  | 105        | 25                     | 14                                  | 510                                          | Semovente da 105/25                    |

Пулемётное вооружение ранних итальянских бронемашин — бронеавтомобилей и танка «Фиат 2000» — было представлено 6,5-мм пулемётами «Фиат-Ревелли» Mod.14. Этот образец вооружения собственной разработки являлся стандартным для итальянской армии в Первой мировой войне и производился с 1914 года и до окончания войны. Mod.14 имел ствол с водяным охлаждением, автоматику с отдачей полусвободного затвора и использовал патрон 6,5×52 мм с начальной скоростью пули 640 м/с. Оригинальной деталью пулемёта являлась его система питания, использовавшая магазин, снаряжавшийся десятью секциями по 5 патронов и смещавшийся вправо для подачи очередной секции. Масса тела пулемёта с водой и патронами составляла 22 кг, темп стрельбы составлял 470 выстрелов в минуту, а боевая скорострельность — до 300 выстрелов в минуту. Вариант этого пулемёта, со стволом воздушного охлаждения, использовался на танкетках C.V.29 и C.V.3 раннего выпуска. Танки «Фиат 3000» Mod.21 были вооружены вариантом спаренного 6,5-мм авиационного пулемёта S.I.A., который был принят на вооружение в самом конце войны. S.I.A. имел ствол воздушного охлаждения, автоматику с подачей полусвободного затвора и использовал стандартный патрон 6,5×52, сообщавший пуле начальную скорость в 635 м/с. Питание пулемёта осуществлялось рожковыми магазинами на 50 патронов, при этом S.I.A. обладал сравнительно высоким темпом стрельбы — 650—700 выстрелов в минуту.

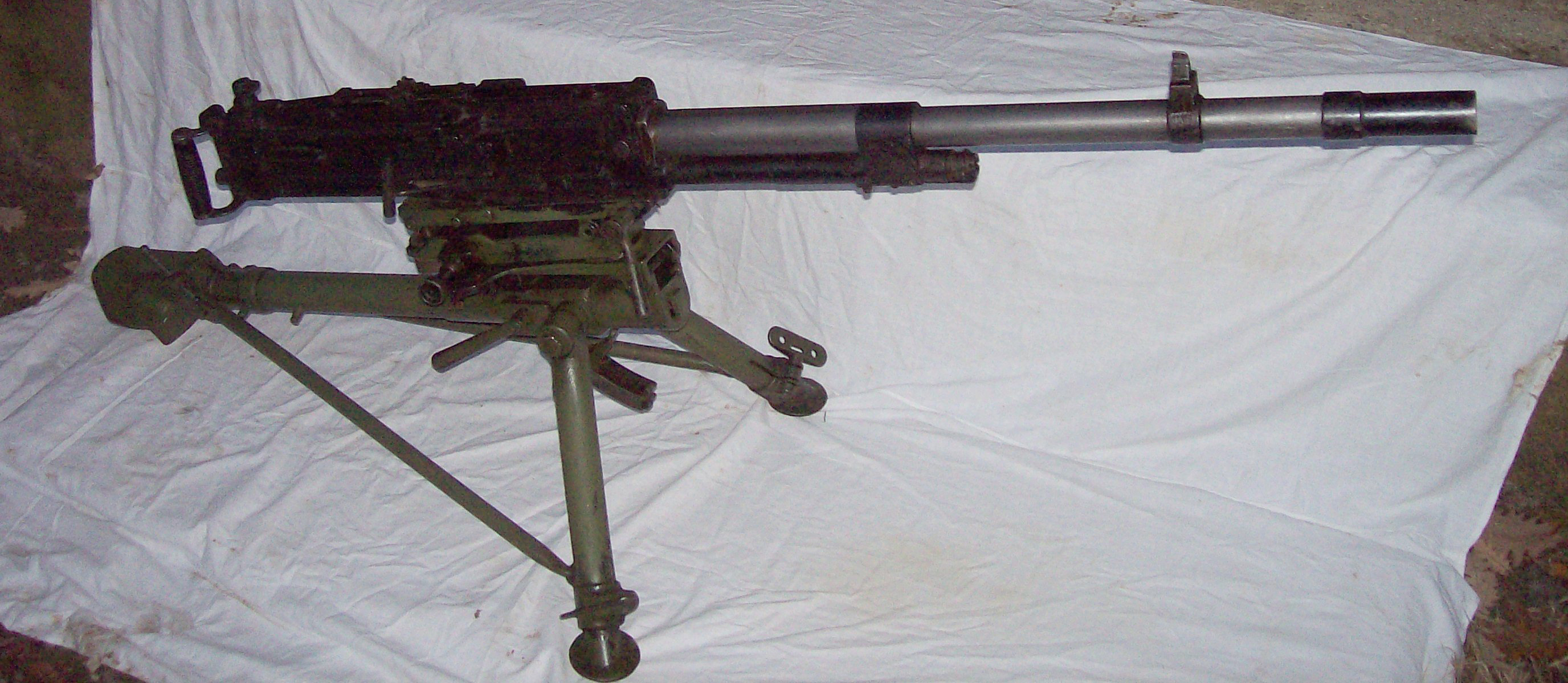
«Бреда» Mod.37, вариантом которого являлся Mod.38

В середине 1930-х годов Mod.14 со стволом воздушного охлаждения был модернизирован путём применения системы питания посредством пулемётных лент на 50 патронов и более мощного 8-мм патрона 8×59 мм RB Breda. Начальная скорость пули возросла до 792 м/с, а темп стрельбы увеличился до 500 выстрелов в минуту. Пулемёт был принят на вооружение итальянской армии под названием Mod.35, но из-за недостаточной надёжности пулемёт получил лишь ограниченное распространение. Несмотря на это, пулемётами Mod.35 успели оснастить часть танкеток C.V.3 позднего выпуска и бронеавтомобили Fiat 611, а также перевооружить часть танков «Фиат 3000». Стандартным же танковым пулемётом итальянской армии во Второй мировой войне стал Breda Mod. 38. Он использовал тот же патрон 8×59 мм RB Breda и имел автоматику, работавшую за счёт отвода пороховых газов. Питание пулемёта осуществлялось рожковыми магазинами на 24 патрона. Из-за того, что Breda Mod. 38 был разработан изначально в качестве танкового оружия, для отказа от гильзосборника итальянские конструкторы вновь применили оригинальную систему питания: после выстрела пустая гильза вставлялась обратно в патронную пачку, сдвигавшуюся для подачи следующего патрона. Темп стрельбы пулемёта составлял 450—500 выстрелов в минуту. Несмотря на свои недостатки, связанные прежде всего как раз с системой питания, Mod. 38 со второй половины 1930-х годов стал стандартным для всей новой итальянской бронетехники и продолжал использоваться вплоть до капитуляции Италии. Крупнокалиберные пулемёты появлялись кратковременно в системе вооружений, однако широкого распространения на итальянской бронетехнике не получили: лишь некоторое количество КШМ Carro Comando M41 было вооружено 13,2-мм пулемётами Breda Mod. 31, также незначительное количество танкеток C.V.3 в годы войны было перевооружено 12,7-мм авиационными пулемётами Breda-SAFAT.

### Средства связи

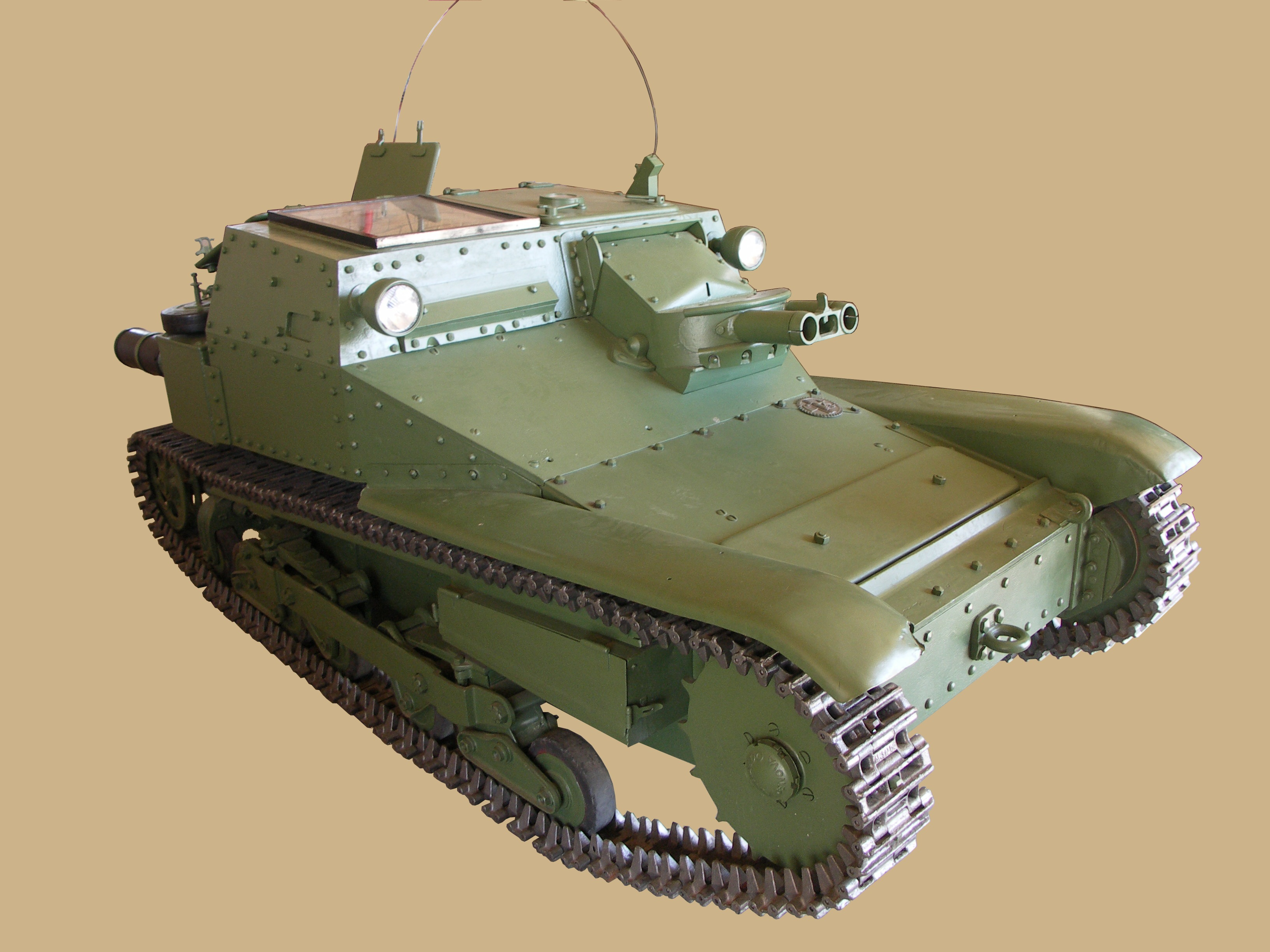
Танкетка L3/35 с дугообразной антенной

О современных средствах связи в мировом танкостроении начали задумываться уже в начале 20-х годов. Голубиная почта или связные, которые бегали от танка к танку, были в условиях боя не слишком надёжны, мир уже прочно вступал в век электричества и радио. Стратеги понимали, что радиостанция — это залог координации совместных действий групп бронетехники, тем более в бою, когда невозможно пользоваться визуальной сигнализацией. Радиостанции пытались устанавливать ещё на танках Fiat 3000 в порядке эксперимента, однако сделать это было очень трудно из-за крайней тесноты в боевом отделении. Тем не менее некоторая часть «пушечных» модификаций этих танков (в основном командирские танки), к середине 30-х была оснащена радиостанциями с дугообразной антенной, прикреплённой к П-образной раме на башне, а другой стороной к заднему броневому листу. Небольшое количество командирских радиофицированных танкеток CV3/33 также оснащались дугообразными антеннами. И всё же уровень радиофикации итальянских бронемашин был очень низким. На новейших средних танках М11/39 предполагалась установка радиостанций со штыревыми антеннами, что и было сделано на опытных машинах, однако, из-за проблем с производством, на серийных танках они практически не устанавливались. Не сразу изменилось положение и с появлением более совершенной модели танка M13/40. До этого момента радисты в экипаже итальянской бронетехники предусмотрены не были. Функции радиста, если имелась радиостанция, возлагал на себя командир боевой машины.
В Северной Африке итальянские бронетанковые силы сполна ощутили на себе недостаточное количество внешних средств связи. Терялось взаимодействие между командирами танковых групп не только соседних подразделений, но и отдельных машин. Позже радиостанциями оснащались только командирские машины. Доходило до того, что к танковым группам придавались мотоциклы с коляской, в которых располагались радиостанции, — они должны были сопровождать на марше танки, обеспечивая им связь. Положение начало исправляться только к концу 1941 года, когда итальянская промышленность наконец-то смогла наладить массовый выпуск радиостанций для бронетехники. Штатными радиостанциями были Marelli RF 1СА миланской фирмы Magneti Marelli, позже к ним добавилась более мощная и совершенная модель RF 2CA.

### Ходовая часть

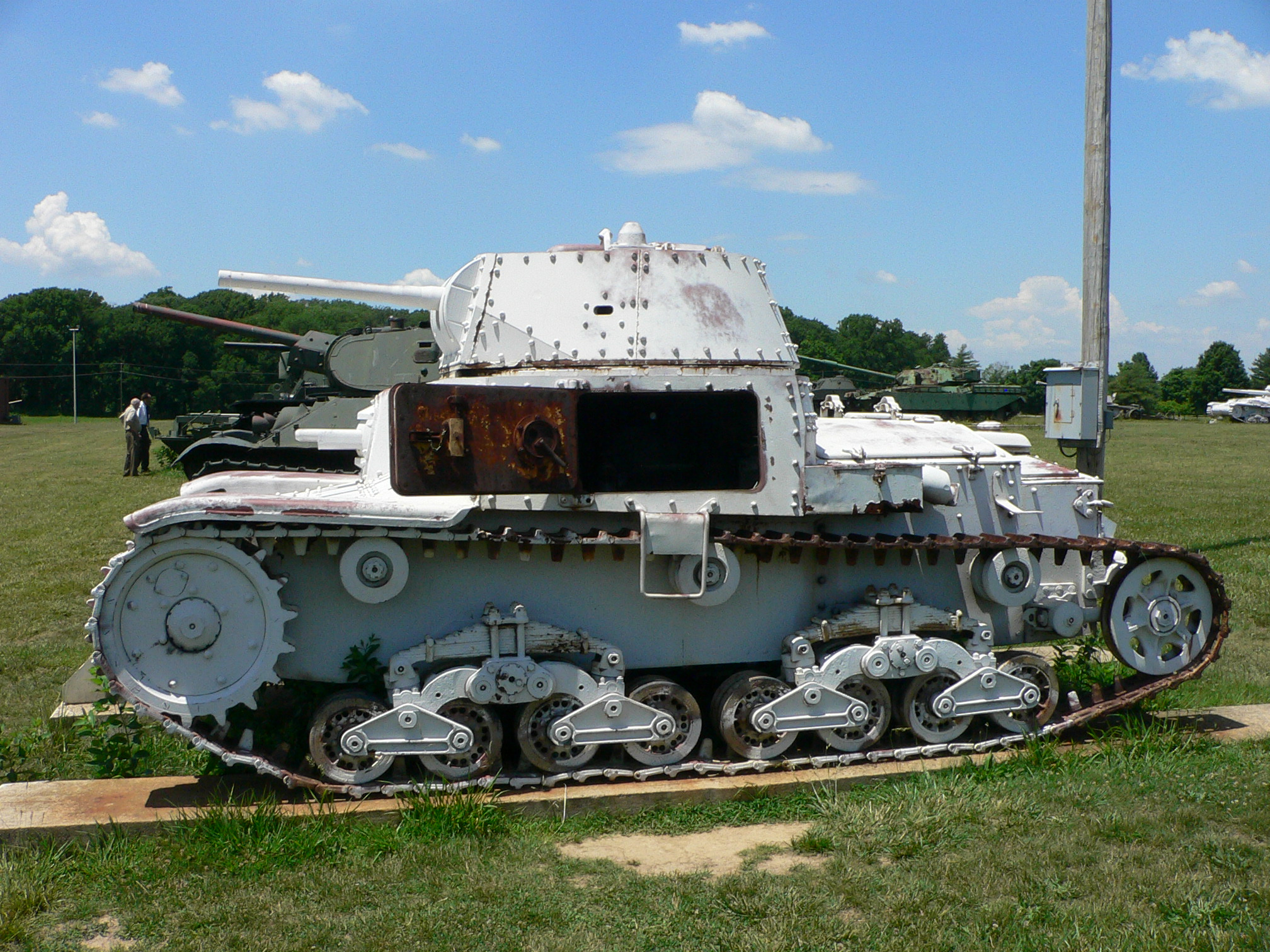
Вид на подвеску M13/40

На всех средних и тяжёлых танках, начиная с M11/39, а также машинах на их базе использовалась сблокированная по четыре катка подвеска на листовых полуэллиптических рессорах, заимствованная с чехословацкого лёгкого танка LT vz.35. Подобная подвеска в целом обладала типичным набором достоинств и недостатков других сблокированных по четыре подвесок, прежде всего сравнительно плавным ходом на малых скоростях, с резко падавшей с увеличением скорости эффективностью подрессоривания на пересечённой местности. Также следует отметить открытое размещение всех её элементов и как следствие повышенную уязвимость конструкции при обстреле как бронебойными, так и фугасными снарядами. В то же время, чехословацкая конструкция являлась одной из наиболее отработанных среди блокированных по четыре типов подвески, отличаясь повышенной надёжностью. На лёгком танке L6/40 и машинах на его базе применялась сравнительно редкая разновидность подвески — сблокированная по два с торсионным амортизирующим элементом и индивидуальной подвеской опущенных на грунт ленивцев. Подвеска L6/40 имела высокую потенциальную энергию, однако чрезмерную жёсткость, наибольшую среди всех лёгких танков.

## Камуфляж и маскировка

### Опознавательные и тактические знаки
До 1943 года итальянская бронетехника не имела единых знаков национальной принадлежности. В отдельных случаях, например, при использовании трофейной техники или во время взаимодействия с немецкими союзниками, на бортах или башне наносился белый крест. В походных условиях мог использоваться флаг Королевства Италия, который крепился к штыревой антенне радиостанции, либо на древко, закреплённое на борту танка или бронеавтомобиля. На бронетехнику Итальянской Социальной Республики наносился национальный триколор, иногда с золотой каймой. Во Франции и Югославии, где использовалась итальянская бронетехника, наносилась широкая вертикальная белая полоса.
С 1940 года в ВВС Италии был принят килевой знак в виде белого креста Савойского королевского дома. Такой же крест наносился на верхние части корпуса бронетехники, чтобы своя же авиация не уничтожила их по ошибке.
Каждая итальянская танковая дивизия имела собственный знак: 131-я танковая дивизия «Чентауро» — кентавра в красно-синим щите, 132-я «Ариете» — таран в виде бараньей головы. Так же имелось множество дивизионных и полковых знаков, они имели самую разнообразную форму.

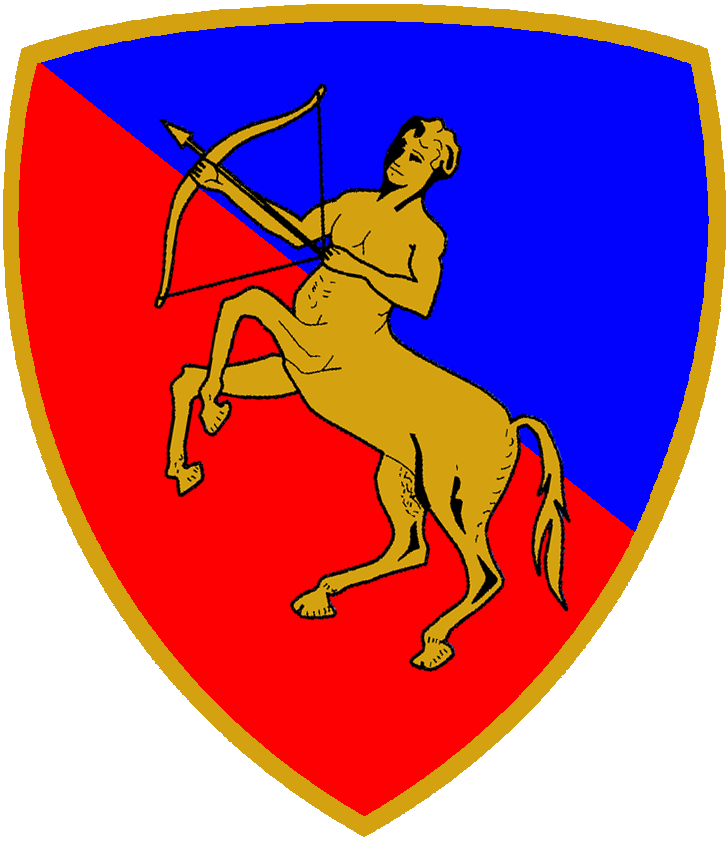
Знак 131-й танковой дивизии «Чентауро»

Тактические знаки имели простую и эффективную систему маркировки. Знак представлял собой прямоугольник обозначавший роты в составе батальона, которые обозначались различными цветами, и взводов в составе роты, которые обозначались вертикальными полосами на цветом фоне прямоугольника. Прямоугольные знаки 1-й роты обозначались красным цветом, 2-й роты — голубым, 3-й — жёлтым и 4-й (использовались только в некоторых подразделениях) — зелёным цветом. Взводы в составе роты обозначались вертикальными полосами белого цвета, одна полоса — 1-й взвод, две — 2-й, три — 3-й и четыре — 4-й. Маркировка 5-го взвода состояла из белой диагональной полосы, так как пять вертикальных полос не позволяли безошибочно распознавать знак на расстоянии. 5-й взвод редко встречался в бронетанковых подразделениях. Известным единственным примером является LXVII (67-й) бронетанковый берсальерский батальон 3-й подвижной дивизии кавалерии «Челере» (в состав которого входили две роты, состоящие из пяти взводов каждая), находившийся в составе 8-й итальянской армии, которая вела боевые действия на территории СССР с июля по декабрь 1942 г. На вооружении батальона состояли лёгкие танки L6/40. Танки штаба роты обозначались «прямоугольником» соответствующего цвета. Танки штаба батальона различались по чёрному «прямоугольнику», как правило, с белыми полосами взводов, а танки штаба полка различались по белому «прямоугольнику» с чёрными полосами взводов. Танки командиров батальонов различались по «прямоугольнику», составленному из «цветов» рот в составе батальона, то есть танк командира батальона в составе двух рот имел красно-голубой «прямоугольник», танк командира батальона в составе трёх рот — трёхцветный (красно — голубо — жёлтый) «прямоугольник».
До начала 1941 г. все подобные обозначения наносились на бортах боевых отделений рубки средних танков М11/39 и М13/40 и в правом углу кормовой части танков. Номер батальона наносился над «прямоугольником» белыми римскими цифрами, а номер танка в составе взвода — арабскими цифрами в цвете роты ниже «прямоугольника». С февраля 1941 г. положения и номера танков изменились и обозначения стали наносить на боковины башни и кормовой части корпуса танка, положение танка в составе роты отражалось над «прямоугольником» белым цветом.
В течение 1941—1943 годов номера батальонов изображались белыми римскими цифрами над «прямоугольным» обозначением только на танках командиров батальонов. Все другие танки обычно имели номер батальона, нанесённый белыми римскими цифрами на правой стороне корпуса, номер полка наносился белыми арабскими цифрами на левой стороне корпуса.

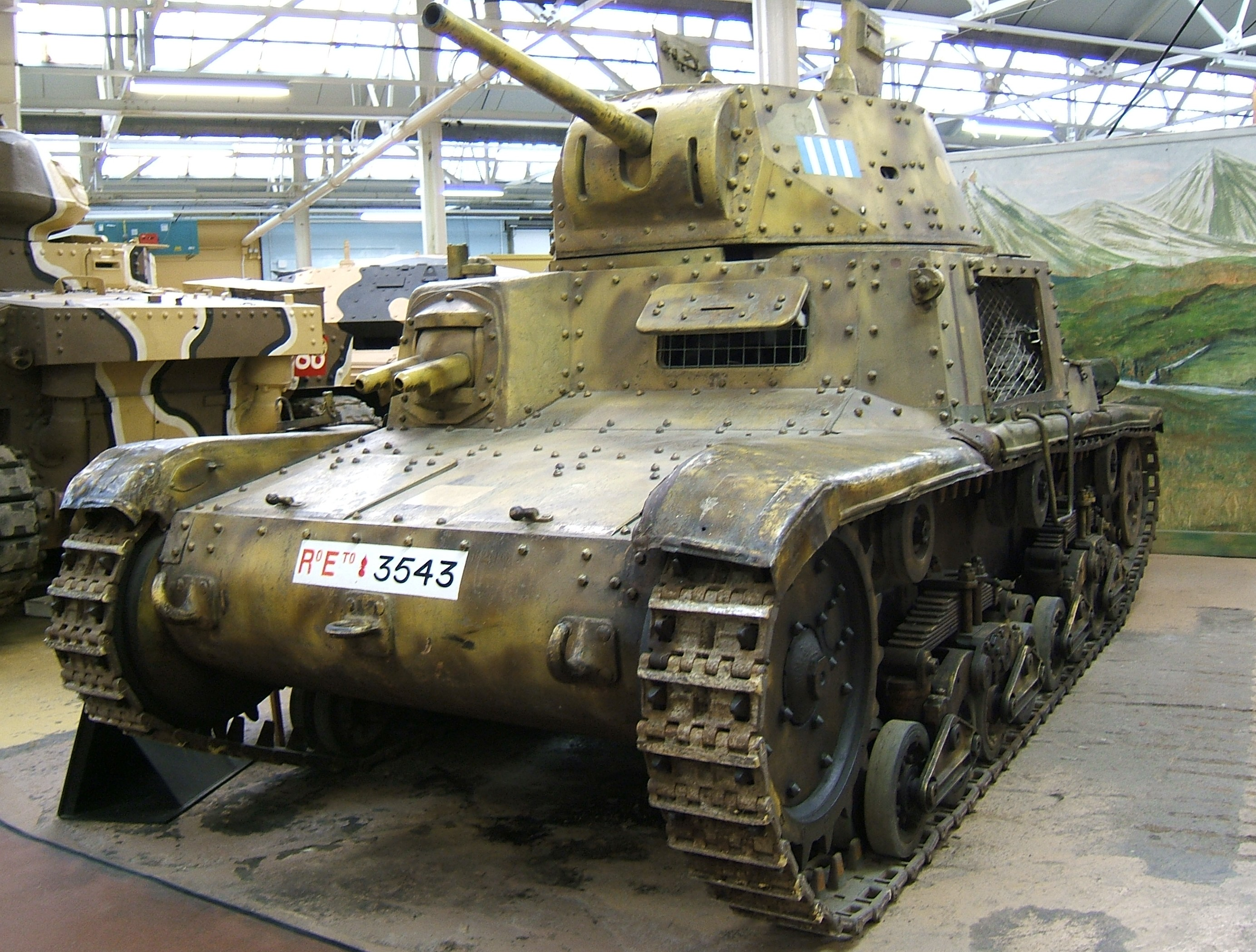
Тактический знак на башне танка М13/40 обозначающий 1-я машина, 3-го взвода, 2-й роты

Однако в отдельных случаях номер батальона всё ещё обозначался и под ротной цветовой символикой. Танки и бронемашины 8-й армии в боях на территории СССР также имели ротный прямоугольный знак с номером танка в составе взвода, нанесённый чёрной краской (над чёрным «прямоугольником») на лобовой части корпуса штабной машины. «Прямоугольник» изображался также на боковых и тыльной частях башни с номером танка в составе взвода, который, как правило, наносился над ним чёрным цветом.
В начальный период войны система тактической маркировки бронированных боевых машин, приданных отдельным кавалерийским полкам, полностью отличалась от системы танковых войск. Основу системы для моторизованных частей кавалерии составляли изображения полковых кокард головных уборов, полковой номер и цвета, используемые на петлицах воротников военной формы одежды. Так 1-й, 2-й, 3-й и 4-й кавалерийские полки (первоначально драгунские полки) использовали отличительный знак в виде разрывающейся гранаты с «прямым» пламенем. Знак был выполнен «полковым» цветом с номером полка чёрного цвета «на гранате». 5-й и 10-й уланские полки как символ имели скрещённые пики в поле полкового цвета с чёрным номером полка, вписанным в круг в месте пересечения пик. 12-й — 19-й лёгкие кавалерийские и разведывательные конные полки егерей теоретически могли использовать изображение охотничьего рожка полкового цвета, но практически только некоторые из этих частей использовали эмблему в виде рожка с номером полка (тёмно-зелёного цвета) в круге полковых цветов (который был образован петлёй рожка).
Данный знак отличия использовали только командиры рот и взводов. Над знаком командира роты располагалось изображение королевской короны, а над знаком командира взвода — номер взвода арабскими цифрами в полковом цвете. Лёгкие кавалерийские полки егерей, использовавшие изображение тёмно-зелёного охотничьего рога, имели номера в этом же цвете, а на знаках драгунских полков номера взводов располагались под их идентификационными знаками.
Другими бронетанковыми подразделениями, использовавшими подобную систему тактической маркировки, являлись некоторые бронетанковые берсальерские батальоны (берсальеры — в итальянской армии периода Второй мировой войны — элитная моторизованная пехота или лёгкие танковые батальоны, придававшиеся собственно пехотным, танковым и кавалерийским дивизиям) на опознавательных знаках которых были изображены разрывающаяся граната и скрещённые ружья. На некоторых знаках командиров бронетанковых и пехотных батальонов была изображена эмблема танковых войск — скрещённые артиллерийские орудия, граната и танк.
Данные знаки обычно наносились на борта корпуса боевых машин, но знак отличия командира бронетанковых и пехотных батальонов мог быть нанесён на лобовой части корпуса танков. Грузовики, а также легковые машины кавалерийских и бронетанковых полков использовали полковой знак, изображённый в чёрном цвете на кормовой части.
Боевым броневым машинам в составе взвода давались названия городов, сражений, имена героев и т. д. Данные обозначения наносились полковым цветом на боковых частях корпуса и подчёркивались одной, двумя, тремя линиями, как правило, того же цвета для определения номера взвода. Там, где цвет являлся общим для двух или более полков, для точной идентификации номера использовался альтернативный цвет: этот цвет являлся дополнительным цветом, взятым из расцветки полковых петлиц.
Резервные танки имели большую букву «R», изображённую полковым цветом (или тёмно-зелёным для некоторых лёгких кавалерийских полков) на боковой части корпуса танка сразу за номером 1, 2, 3 и т. д. для танка в составе каждого взвода и с «подчёркивающей» номер линией для определения номера взвода. Цвета различных полков: 1-й драгунский полк «Ницца» — тёмно-красный, 2-й драгунский полк «Пьемонте Реале» — ярко-красный с чёрной «подчёркивающей» линией, 3-й драгунский полк «Савойя» — чёрный с красной «подчёркивающей» линией, 4-й драгунский полк «Генуя» — жёлтый, 5-й уланский полк «Наварра» — белый, 6-й уланский полк «Аоста» — красный, 9-й уланский полк «Фиренче» — оранжевый, 10-й уланский полк «Витторио Эмануэле II» — жёлтый с чёрной линией, 12-й лёгкий кавалерийский полк «Салуццо» — чёрный с жёлтой линией, 13-й лёгкий кавалерийский полк «Алессандрия» — оранжевый с чёрной линией, 16-й лёгкий кавалерийский полк «лука» — светло-розовый с чёрной линией, 19-й разведывательный егерский конный полк — голубой цвет с белой «подчёркивающей» линией.
Уже во время военных действий — вероятно, в начале 1941 года, когда система обозначений претерпела некоторые изменения, — подобная маркировка была отменена, и впоследствии вышеуказанные полки использовали систему маркировки БТТ, которая применялась собственно в танковых войсках.
Кроме того, отдельные танковые подразделения мотокавалерии имели незначительные отличия в системе маркировки. На знаке отличия командира каждой боевой группы изображался охотничий рожок с расположенной над ним королевской короной; на знаке отличия командира каждой роты в составе группы изображался только охотничий рожок, и на знаке командиров взводов в составе каждой роты — охотничий рожок с расположенным на нём номером взвода. Взводы и отдельные танки определялись по названиям и линиям подобно кавалерийским полкам. Охотничий рожок, корона и названия отображались в цветовой гамме соединения или части, знаки в «петле» охотничьего рожка и подчёркнутым названием танка — в цвете отряда. Единственные известные цвета групп танкеток L3/35 в период 1937—1940 годов: 1-я группа — красный, в составе двух рот, использовавших голубой и красные цвета. 2-я группа — голубой, в составе двух рот, использовавших голубой и красный цвета. 3-я группа — зелёный, в составе двух рот, использовавших голубой и красный цвета. 4-я группа — бледно-синий, в составе трёх рот, использовавших белый, красный и зелёный цвета. 5-я группа — синий, в составе трёх рот, использовавших белый, красный и зелёный цвета.
Резервные танки также имели букву «R» за номером танка в цвете группы, с подчёркивающей линией в цвете отряда для определения взвода. Считается, что в начале 1941 года подобная система была также отменена, и вместо неё была принята система маркировки по системе бронетанковых дивизий.
Довоенная система тактической маркировки с началом Второй мировой войны уцелела в отдельных танковых подразделениях, но использовалась недолго. В 1939 году в Северной Африке эта система ещё применялась на лёгких танках.

### Окраска и камуфляжные схемы
К началу Второй мировой войны итальянские соединения и части были расквартированы в метрополии и африканских колониях Италии: Ливии — в Северной Африке, а также Сомали и Эфиопии — в Восточной Африке. Таким образом, можно выделить два климатических ТВД, на которые и были разработаны камуфляжные схемы для итальянской бронетанковой техники. В метрополии танки окрашивались серо-зелёной краской травянистого оттенка, для ТВД была предусмотрена светло-коричневая краска, на которую наносили тонкие извилистые чёрные полосы.

Однако с началом военных действий стройная система камуфлирования стала давать сбои. Возможно, это было связано с особенностями итальянского национального характера, порой грешащего низкой организованностью в критических обстоятельствах. К тому же непрерывные поражения на фронтах требовали немедленной переброски боевой техники к месту разгрома, вне зависимости от её раскраски. Как бы то ни было, но в Северной Африке в 1940 г. появились зелёные М11/39 и М13/40, которые экипажи камуфлировали, нанося светло-коричневые пятна по зелёному фону, а иногда не камуфлировали вовсе. Пример последнего — XXI (21) отдельный танковый батальон М13/40, который вскоре после прибытия в Северную Африку был разбит, а танки достались англичанам в зелёной европейской окраске. После прибытия немецкого африканского корпуса в Северную Африку (1941) ситуация для итальянцев несколько стабилизировалась и началась системная окраска бронетанковой техники в светло-коричневый цвет. Такая же окраска стала использоваться для БТТ на советско-германском фронте, где с сентября 1941 г. действовала 8-я итальянская армия (южные степные районы СССР, где сражались итальянцы, по ландшафтной расцветке были ближе к Северной Африке, нежели к Европе) и на Балканах, где итальянские войска выполняли полицейские функции.

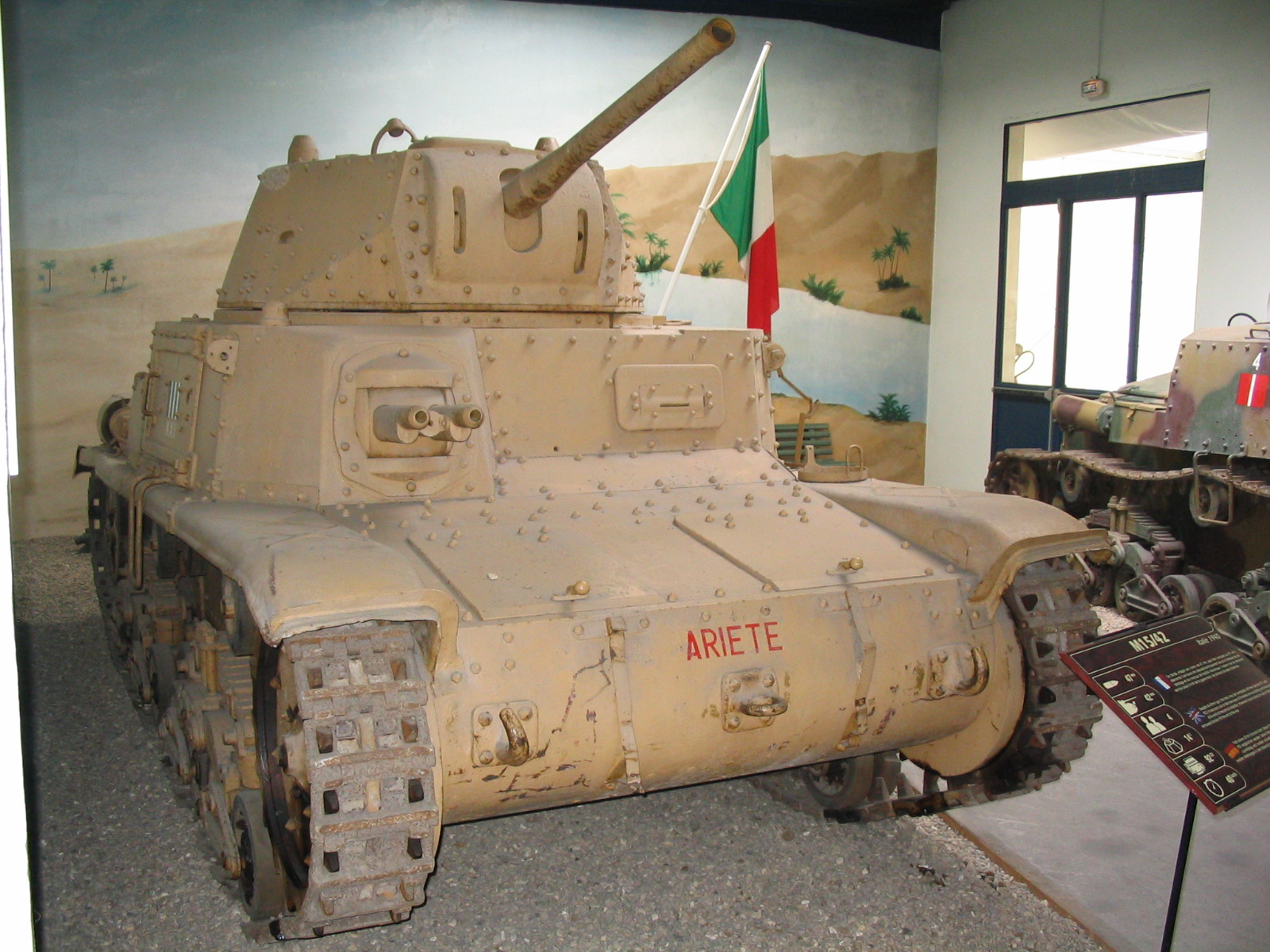
Танк М15/42 в «африканском» (пустынном) камуфляже.

Светло-коричневый «африканский» краситель немцы заимствовали у итальянцев для окраски техники своего Африканского корпуса. Итальянцы же, особенно со второй половины 1942 г., начали окрашивать танки и бронеавтомобили в Северной Африке в жёлто-песочный цвет по английскому образцу, который был ближе к естественным ландшафтам Ливии и Египта. В начале 1943 г. наряду со введением знаменитой немецкой темно-жёлтой краски Dunkel Gelb изменился и итальянский камуфляж для европейского ТВД. Он стал трёхцветным: зелёные и коричневые пятна с жёлтыми разделительными полосами («солнечный свет, пробивавшийся через листву деревьев»). При отсутствии камуфляжа базовая окраска БТТ была жёлто-коричневой.

## Бронетанковые соединения и части Италии
К началу Второй мировой войны танковые дивизии итальянской армии главным образом ориентировались на поддержку пехотных соединений, хотя и не находились в полной зависимости от последних — возможность самостоятельных действий и проявления ими инициативы сохранялась. Танковые дивизии были относительно хорошо организованы, хотя проблемы оперативно-тактического управления оставались для итальянских танкистов головной болью на всём протяжении войны. Одной только радиостанции для координации тактических действий бронетанковых соединений явно было недостаточно, что довольно скоро привело к тому, что танковые части итальянской армии начали применять стереотипные и слишком прямолинейные тактические приёмы. В итоге танковые дивизии лишались необходимой оперативной гибкости.
Особняком стояли проблемы с материальной частью танковых дивизий: пополнение частей новой техникой было крайне нерегулярным, да и с ремонтом аварийных машин дела обстояли неважно. Однако хуже всего было то, что боевой дух итальянских танкистов был не на высоте, а командные кадры итальянской армии оставляли желать лучшего. Это обстоятельство окончательно «добивало» танковые части итальянской армии, поскольку стремление к победе, мужество и умелые действия были, по существу, последним, что было способно хотя бы отчасти компенсировать техническое отставание итальянской бронетехники и организационные проблемы. И хотя в ряде случаев (особенно в ходе боёв в пустыне) итальянские части сражались достаточно эффективно и мужественно, подобные прецеденты были скорее исключением, нежели правилом.

## Эксплуатация и боевое применение

### Межвоенный период
Основными аренами применения итальянской бронетехники в межвоенный период стали Африканский континент и Пиренейский полуостров. На первом Королевство Италия ещё с самого начала XX века осуществляло колониальную экспансию, захватив территорию современной Ливии практически полностью, Эритреи и Сомали — частично. Захватническим устремлениям Италии противостояли с одной стороны, слабоорганизованные и плохо вооружённые, но многочисленные местные племена, с другой стороны — достаточно мощное государство эфиопов; в перспективе возможны были и конфликты с Францией и Британской Империей, колонии которых имели общие границы с итальянскими владениями. Напряжённости сильно способствовала политика дуче Бенито Муссолини, публично рассматривавшего Средиземное море как «наше» в духе древнеримской империи.

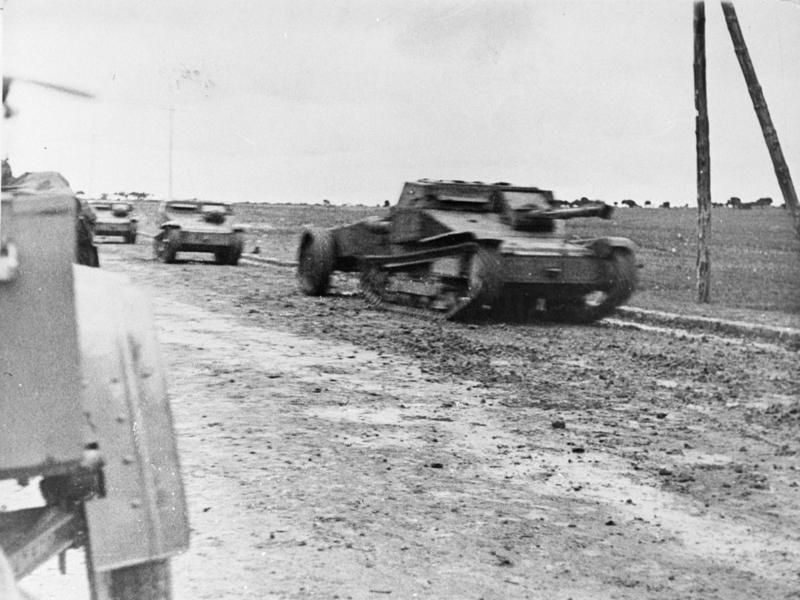
Огнемётные танкетки L.3/lf. Район Гвадалахары, Испания, во время гражданской войны (1937 год).

Необходимость в подавлении антиколониальных выступлений в Ливии привела к тому, что в ней постоянно находилось некоторое количество бронеавтомобилей, а в 1919-м туда доставили тяжёлый танк FIAT Tipo 2000. Однако все попытки использовать его против местных повстанцев окончились полным провалом — машина оказалась слишком малоподвижной. В 1920-х годах «африканское» направление считалось неподходящим для применения танков, но с началом крупносерийного выпуска танкеток семейства C.V.3 стала возможной комплектация ими колониальных войск. Они активно использовались при агрессии Италии против эфиопского государства, но результаты были далеки от ожидаемых. Выяснилось, что в наступлении танкетки не могут обеспечить успех против масс даже плохо вооружённых эфиопских воинов, известны случаи взятия их «на абордаж» с использованием холодного оружия. Особенно плохо дела обстояли в ситуации, когда местность или иные условия сражения позволяли навязать итальянцам бой на предельно близких дистанциях. Малый сектор огня пулемёта танкетки становился в таком случае критическим недостатком. Значительно лучше проявили себя огнемётные танкетки — хотя сектор огнеметания был не больше, чем у пулемёта, их огнемёт являлся как раз оружием предельно близкого действия с очень высоким психологическим действием на противника. Вид «живых факелов» приводил эфиопские войска в состояние крайней деморализации.
Второе значительное по масштабам применение итальянской бронетехники состоялось в Гражданской войне в Испании. Участие в боях против войск республиканского правительства на стороне сторонников генерала Франко приняли танкетки семейства C.V.3. Результаты оказались смешанными — в отсутствие адекватного противодействия они добивались некоторых успехов, но против республиканских артиллерии и танков были бессильны. Вновь проявилась их слабость в ближнем бою, но ещё раз неплохо зарекомендовал себя их огнемётный вариант по тем же причинам, что и в Эфиопии.
При аннексии Албании танковым частям и подразделениям Реджио Эзерчито не удалось проявить себя вследствие крайне слабого в целом сопротивления противника.

### Итальянская бронетехника в других странах
В межвоенный период бронетехника Италии сумела завоевать существенный успех на мировом рынке вооружений. В 1925 году один танк «Фиат 3000A» приобрела Эфиопия, затем в 1930 году последовала закупка ещё двух «Фиат 3000B». Пять танков в 1931 году закупила Венгрия. Некоторое количество «Фиат 3000B» в начале 1930-х годов приобрели Албания и Латвия. Образцы этого танка также испытывались Данией, Грецией и Испанией, но не были приняты на вооружение. Один частично некомплектный «Фиат 3000» был в 1925 году куплен СССР при помощи польских коммунистов с участием органов разведки Красной Армии.
Ещё большего экспортного успеха добилась танкетка C.V.3: в 1930-х годах она поставлялась в Афганистан, Албанию, Австрию, Боливию, Бразилию, Болгарию, Венгрию, Испанию, Ирак и Китай. Венгрией первая партия из 25 танкеток была закуплена, по разным данным, в 1934 году или же в августе 1935 года. Согласно другому источнику информации, эта поставка состояла из 30 машин. В венгерской армии они получили обозначение 35.M. В 1936 году была приобретена вторая партия танкеток. По разным данным она включала 121 или 125 танкеток C.V.3/35, получивших обозначение 37.M. Все итальянские танкетки были перевооружены пулемётами венгерского образца, командирские машины получили также командирские башенки квадратной формы. Танкетки поступили на вооружение семи рот и использовались в операциях начального периода Второй мировой войны. Однако уже вскоре венгерская армия пришла к выводу о крайне низкой боевой ценности машин этого типа. В последующей кампании в СССР эти танкетки использовались до своего выхода из строя из-за технических поломок при дальних маршах, характерных для хода боевых действий. После окончательного снятия 35/37.M с вооружения венгерской армии в 1942 году, несколько танкеток передали Хорватии, использовавшей их в противопартизанских операциях.

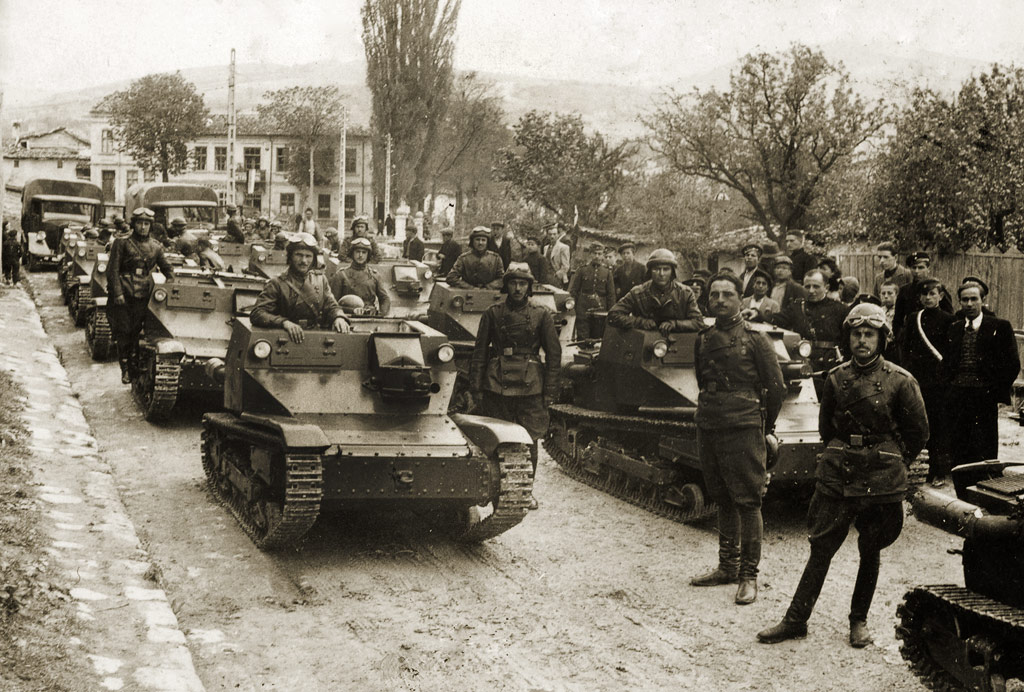
Колонна танкеток «Ансальдо» Болгарской армии.

В 1934 году Болгарией была приобретена партия из 14 °C.V.3/35 с соответствующим числом грузовых автомобилей для их транспортировки. Поставка купленных машин состоялась уже в следующем 1935 году. C.V.3 стали первыми бронемашинами болгарской армии и поступили на вооружение, по разным данным, одной или двух танковых рот. При этом вместо спаренных 8-мм пулемётов C.V.3 вооружались одиночным 7,92-мм пулемётом MG 08/15, стандартным для болгарской армии. Ирак закупил в 1937 году партию из 14 °C.V.3/35, которые использовались в 1941 году в боевых действиях против Великобритании и понесли при этом потери. К январю 1943 года на вооружении иракской армии оставалось 8 танкеток, которые к концу того же года были заменены более современными британскими танками и переданы в учебные подразделения.
Австрия начала создание своих бронетанковых сил с закупки четырёх бронеавтомобилей Lancia IZ, поставленных в марте 1934 года и перевооружённых на стандартные для её армии 8-мм пулемёты Шварцлозе. В том же году в Италии была закуплена партия из 12 °C.V.3/33, прибывших в феврале 1935 года и также отличавшихся вооружением — один пулемёт Шварцлозе вместо итальянской спаренной установки. К марту 1937 года Австрией были заказаны ещё 48 °C.V.3/33 и 12 °C.V.3/35. После присоединения страны к нацистской Германии вся эта бронетехника, хотя и формально, стала собственностью Вермахта. Боливия между 1935 и 1938 годами приобрела у Италии 29 °C.V.3/33, но до вступления Италии во Вторую мировую войну, перечеркнувшего дальнейшие поставки, в Боливию прибыли только 14 танкеток, до конца войны остававшихся единственными бронемашинами на вооружении этой страны. Бразилией партия C.V.3, состоявшая, по всей видимости, из 23 или 24 танкеток, была закуплена в 1939 году. Известно, что в состав бразильского заказа вошли 17 линейных танкеток с вооружением из двух стандартных для бразильской армии 7-мм пулемётов «Мадсен», 3 танкетки с вооружением из 13,2-мм пулемёта «Бреда» Mod.31 и 3 ради́йных командирских машины. Афганистан приобрёл 12 °C.V.3/35 в 1939 году. Китай, на протяжении 1930-х годов пытавшийся приобрести бронетехнику в самых различных источниках, с началом войны с Японией закупил у Италии 101 танкетку C.V.3/35, доставленную в январе—феврале 1938 года. Половина приобретённых танкеток была вооружена чехословацкими пулемётами, а половина — бельгийскими; в ходе боевых действий применение C.V.3 было незначительным.
Некоторое количество трофейных C.V.3 использовалось также югославскими партизанами. Греческие войска в ходе боёв с Италией в 1940—1941 годах захватили около 50 танкеток, из которых 27 были в январе 1941 года приняты на вооружение 19-й механизированной дивизии.
M11/39 предлагался в 1939 году венгерской армии, в то время искавшей современный образец среднего танка для лицензионного производства, но венграми был сразу отвергнут. С другой стороны, Венгрия проявила заинтересованность в более совершенном M13/40, однако к тому времени, как Италия смогла предоставить образец танка для испытаний, венгерская армия уже остановилась на танке T-21 чехословацкой разработки. Интерес к M11/39 проявляла и Австрия, также находившаяся в поиске удачного образца среднего танка для вооружения своей армии, но до аншлюса страны Германией в марте 1938 года окончательного решения по этому вопросу принято не было.

### Трофейная бронетехника на вооружении Королевской армии Италии
Боевые действия Королевства Италия приносили армии некоторые трофеи в виде вооружений. Например, ещё в Первую мировую войну и сразу после неё Италии досталось множество австро-венгерских и немецких артиллерийских орудий и стрелкового оружия, значительная часть из которых использовалась и в последующих военных конфликтах с участием Италии, в том числе и во Второй мировой войне. Зарубежная бронетехника, в качестве будущих трофеев, не могла быть исключением, тем более, что в Италии 30-40-х годов её почти всегда не хватало. Однако, если от Итало-эфиопской войны или Гражданской в Испании трофеев практически не было, то со вступлением во Вторую мировую войну ситуация изменилась. В первый период Второй мировой войны Италия вторглась на юг Франции. Итальянцам, встретившим сильное сопротивление, удалось вторгнуться лишь на несколько километров вглубь французской территории, и этот успех был закреплён лишь благодаря капитуляции Франции перед Германией и последующим франко-итальянским перемирием. После капитуляции Франции Германии досталось большое количество французской трофейной техники: самолёты, бронеавтомобили, танки, автотранспорт и прочее. Уже в 1940 году немцами началась продажа некоторых видов французского вооружения своим союзникам. Италия была в этом списке одной из первых, поскольку остро нуждалась в современной бронетехнике, особенно в Северной Африке.

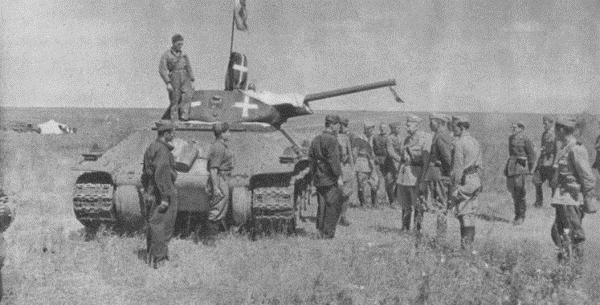
Командующий 8-й итальянской армией Итало Гарибольди осматривает трофейный танк Т-34 (1942 год)

30 декабря 1940 года немецкий генерал бронетанковых войск Вильгельм фон Тома предложил итальянскому военному руководству покупку французских танков. Во Францию была командирована группа итальянских технических специалистов для выбора и изучения подходящей техники. В первую очередь таковой стали лёгкие и средние танки Renault R-35, Somua S35, а также танкетки Renault UE. Всего в Италию было поставлено: R-35 124 единицы, S35 32 единицы, танкеток UE 64 единицы. 

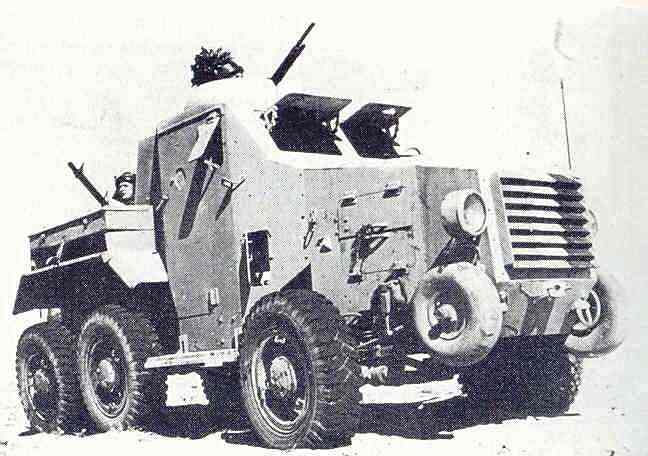
Трофейный французский бронеавтомобиль Laffly S15 TOE на вооружении итальянцев в Ливии (1941 года)

 Распределение этих трофейных машин в самой стране было проведено следующим образом. R-35 и S35 были отправлены в 31-й полк 131-й бронетанковой дивизии в Сиене, который готовился к отправке в Северную Африку, однако нехватка боеприпасов и запчастей для этих танков вынудила оставить их в Италии. По состоянию на сентябрь 1941 года 109 единиц R-35 было в батальонах 131 полка. В январе 1942 года полк перебазировался на Сицилию. Известно, что в июле 1943 года эти танки использовались в обороне против высадившихся союзников и большая часть их была потеряна. S35 были отправлены на Сардинию в сформированный для них 200-й батальон. Также в 1940 году в Северной Африке итальянским силам досталось четыре бронеавтомобиля S15TOE созданных на базе артиллерийского тягача Laffly S15 из французского Туниса. Итальянцами они были подвергнуты некоторым изменениям. Вместо закрытой башни была установлена башня барбетного типа для установки пулемёта Breda Mod. 38. В задней части кузова устанавливались крупнокалиберные пулемёты Breda-SAFAT. Эти машины были отправлены в группы батальонов «Молодые фашисты» и в 1941 году приняли участие в битве за Бир-эль-Гоби. Французские танки в Италии подвергались минимальному переоборудованию. В основном это касалось средств связи. Вместо французской, ставилась стандартная радиостанция Marelli RF1 CA итальянского производства, так же менялась под итальянские стандарты окраска и тактические обозначения на броне.
Кроме трофейной французской бронетехники, поставляемой немцами, итальянцы так же имели немногочисленные трофеи в виде британских танков в Северной Африке и советских танков на Восточном фронте, о чём свидетельствуют доступные фотографии. При этом для национальной принадлежности вне боя к танку крепилось короткое древко с государственным флагом, а также (как в случае с советскими Т-34) на башню и корпус наносился белый крест. Так же для опознавания с воздуха такой же крест наносился на башенный люк. Впрочем, количество трофейной бронетехники у итальянцев, полученной в боях, было очень невелико и практически вся эта техника была брошена или потеряна в последующих боях наравне со своей собственной.

### Сноски
1. ↑  В отличие от французских и германских аналогов с коротким низкопрофильным гусеничным движителем тракторного типа и британских танков-«ромбов» с жёсткой подвеской и охватывавшими корпус гусеницами.
2. ↑  Хотя последним недостатком, в той или иной степени, страдали все ранние танки
3. ↑  Штурмовой танк образца 1921 года
4. ↑  Сокращение от Carro Veloce — итал. «быстрый танк»
5. ↑  Уступая значительно по количеству единиц бронетехники в вооружённых силах Франции и СССР, королевство на Апеннинах оказалось приблизительно на уровне Германии и Великобритании
6. ↑  итал. Lanciafiamme — «огнемёт»
7. ↑  Или пушка с низкой начальной скоростью снаряда, так как в некоторых столь старых источниках наблюдается путаница между этими понятиями
8. ↑  Опыты с дизельными двигателями для танков проводились Великобританией на протяжении 1920-х—1930-х годов и СССР — с 1930-х годов, кроме того к тому времени серийно оснащала танки дизельными двигателями Япония и начинала оснащать Польша
9. ↑  От итал. Leggero — «лёгкий»
10. ↑  От итал. Medio — «средний»
11. ↑  От итал. Pesante — «тяжёлый»
12. ↑  В действительности, несмотря на это обозначение, боевая масса танка равнялась 14 тоннам
13. ↑  Хотя идея самоходных артиллерийских установок появилась ещё в конце Первой мировой войны, в межвоенный период разработки в этой области, проводившиеся многими странами, не вышли за стадию опытных образцов или, в лучшем случае, опытных партий
14. ↑  У подавляющего большинства прочих САУ с вооружением в неподвижной рубке он не превышал 20°
15. ↑  Среднего по поздней немецкой классификации, по своим характеристикам Pz.Kpfw.IV в целом примерно соответствовал P 75
16. ↑  Обозначение Serie.7 может относиться к существенно различавшимся между собой модификациям с Ausf.F1 по Ausf.G ранних выпусков; более точно модификация в источнике не указана
17. ↑  Так как было изготовлено по меньшей мере несколько постепенно совершенствовавшихся прототипов танка, по всей видимости, речь идёт о прототипе серийной модели
18. ↑  итал. Celere Divisione
19. ↑  итал. Autotransportabile Divisione
20. ↑  Хотя все современные A.S.37 немецкие, британские и американские БТР также не имели амбразур для ведения десантом огня изнутри машины.
21. ↑  итал. Scudato — «бронированный»
22. ↑  Подобная модификация была предпринята и на позднем американо-канадском варианте Universal Carrier, T16, выпускавшемся с 1943 года
23. ↑  вариант написания слова в итальянском языке 1930-х гг., в публикациях настоящего времени также встречается современная форма «Autoblindo»
24. ↑  Аналогичными ему по массе
25. ↑  Значительное превосходство над ним среди средних танков 1943 года имела лишь 45-тонная «Пантера», часто классифицируемая по мировым стандартам как тяжёлый танк
26. ↑  Близкого по массе к M11/39